# Fla-Flu
Fla-Flu ou FlaFlu, simplificação de Flamengo vs. Fluminense, é o nome utilizado no Brasil para a disputa, principalmente no futebol, entre os times cariocas do Clube de Regatas do Flamengo e do Fluminense Football Club.
Este evento é considerado um dos maiores clássicos do futebol brasileiro e mundial, sendo imortalizado pelo jornalista Mário Filho que deu a ele também o nome de "Clássico das Multidões", e por seu irmão o jornalista e escritor Nelson Rodrigues (torcedor do Fluminense), que é autor de diversas frases sobre o clássico como "O Fla-Flu não tem começo. O Fla-Flu não tem fim". "O Fla-Flu começou quarenta minutos antes do nada". "E aí então as multidões despertaram".

## Introdução
O Fla-Flu detém o recorde mundial de público de partidas entre clubes: 194.603 espectadores, na final do Campeonato Carioca de 1963, vencido pelo Flamengo após um empate sem gols. Desde 2012, o Fla-Flu é considerado patrimônio imaterial do Rio de Janeiro, sendo o único clássico de futebol a merecer esta honraria.
É considerado por especialistas em futebol e por grande parte da mídia esportiva como um dos clássicos mais charmosos do mundo, e uma das maiores rivalidades do futebol mundial. Segundo Nelson Rodrigues, o clássico teria sido gerado no ressentimento. Do lado tricolor, pelo fato de seus jogadores desertores terem ido formar o Departamento de Futebol do Flamengo, e do lado rubro-negro, pelo fato de ainda assim o Fluminense ter vencido a primeira partida, circunstâncias que teriam sido fundamentais para gerar a mística do Fla-Flu.
Localizados no bairro de Laranjeiras, desde a Década de 1910 quando se deram os primeiros confrontos até o início da Década de 1930, os campos de jogo do Flamengo, na Rua Paysandu, e do Fluminense, na Rua Guanabara (atual Pinheiro Machado), ficavam muito próximos um do outro, o que possivelmente colaborou para o crescimento da rivalidade.

## Os irmãos Karamazov

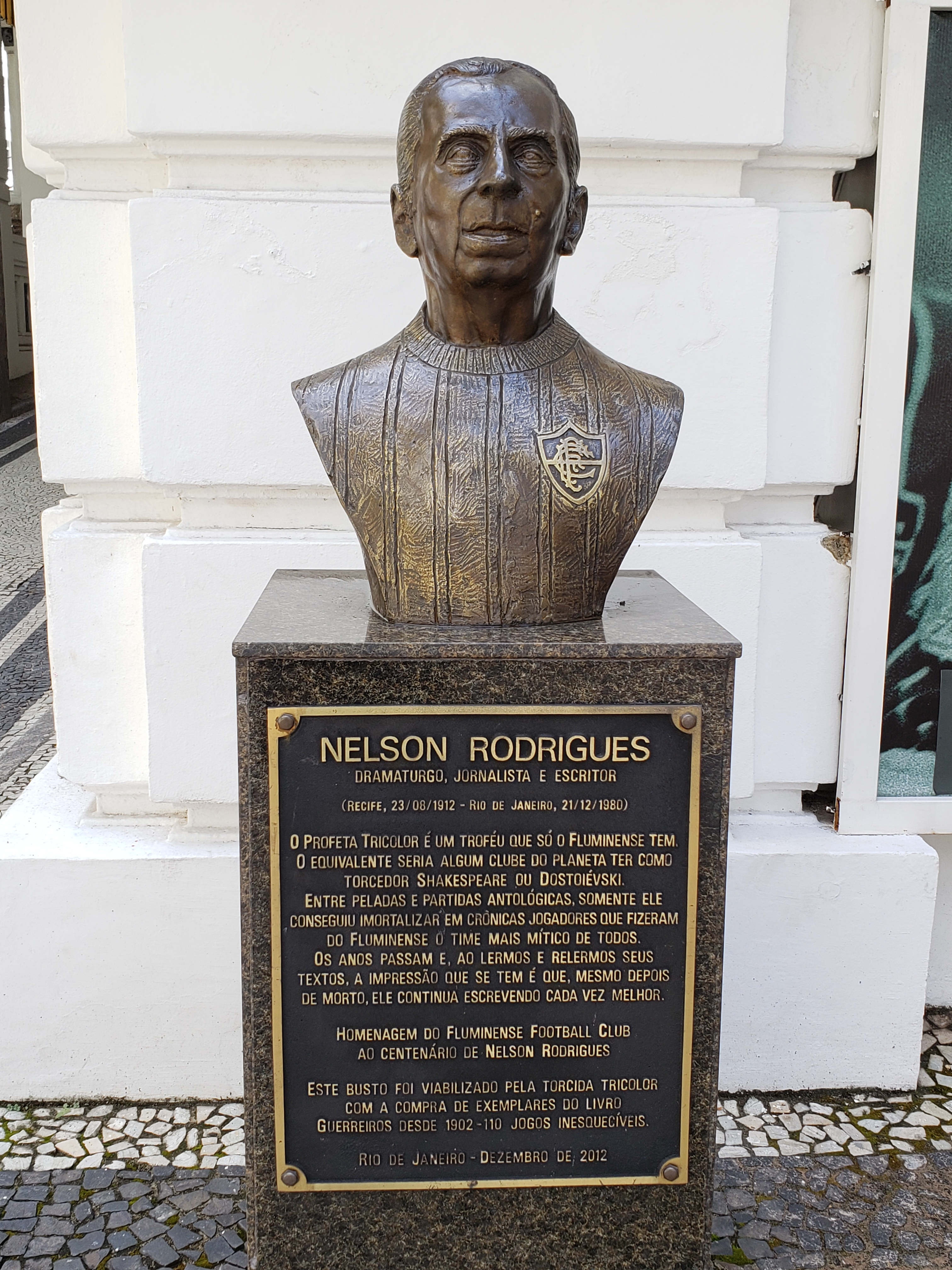
Busto de Nelson Rodrigues no Fluminense

Mário Filho, torcedor do Flamengo

O escritor e jornalista Nelson Rodrigues interpretava a relação da dupla Fla-Flu apontando-os como os Irmãos Karamazov do futebol brasileiro, personagens do famoso romance de Fiódor Dostoiévski que se passava dentro de um contexto de forte rivalidade familiar.

## História
O primeiro Fla-Flu, em 7 de julho de 1912, já deu uma noção do que seria a história deste clássico, pois mesmo tendo o Fluminense perdido nove titulares que foram abrir o departamento de futebol de seu rival, ganhou por 3–2 (primeiro gol da história do Fla-Flu, de Edward Calvert, do Flu, a um minuto de jogo), marcando-o desde o início, como clássico de grandes imprevisibilidades, de futebol alegre e ofensivo, festa de cores das grandes torcidas, um carnaval fora de época.
Em entrevista ao jornal esportivo Lance! em 14 de setembro de 2014, o neto de Alberto Borgerth, pivô da cisão que levou nove ex-jogadores do Fluminense a deixarem o clube e fundarem o Departamento de Futebol do Flamengo, Luiz Brandão, declarou que o avô lhe confessara que "seu coração era Fla-Flu".
Em 22 de outubro de 1916, o Flamengo vencia o Fluminense por 2–1 quando o árbitro R. Davies marcou um pênalti contra o Fluminense. Rienner perdeu. Logo depois, marcou outro pênalti contra o Fluminense, Sidney cobrou e Marcos de Mendonça defendeu. O árbitro mandou cobrar outra vez alegando que não havia apitado. Sidney bateu e novamente Marcos de Mendonça defendeu. R. Davies mandou cobrar de novo, agora alegando que jogadores do Flu haviam invadido a área. Foi aí que o escritor Coelho Neto e o delegado Ataliba Correia Dutra pularam a grade e correram para o campo. Os torcedores também invadiram o gramado. O regulamento dizia que o jogo que fosse paralisado por cinco minutos seria suspenso definitivamente. Como a paralisação propositada foi além dos sete minutos, o jogo foi anulado. Foi a primeira anulação de um jogo de Campeonato Carioca. Em 8 de dezembro, no campo do Botafogo, foi realizada uma nova partida e o Flu ganhou por 3–1.
O Tricolor se sagraria tricampeão carioca em 1917-18-19, seguido por um bicampeonato do Rubro-Negro, em 1920–21. Após isso, o Fluminense seria campeão em 1924, mesmo sem vencer nenhum Fla-Flu, empate por 1–1 e vitória flamenguista por 4–2. O Tricolor somou 25 pontos, três a mais do que o Fla, mas o Flamengo daria o troco no ano seguinte, vencendo o Carioca de 1925, com 31 pontos contra 30 do Flu. Coincidentemente, seria o Rubro-Negro, desta vez, que não venceria clássicos sobre o Fluminense, com vitória tricolor por 3–1 e empate por 1–1.
O clássico carrega essa fama desde os tempos românticos do futebol carioca e de um modo geral do futebol brasileiro, sendo posteriormente eternizado pelo grande escritor, dramaturgo e poeta brasileiro Nelson Rodrigues, que entre o muito que escreveu sobre o Fla-Flu, afirmou sobre a sua criação: O Fla-Flu surgiu quarenta minutos antes do nada.
Em 1925, a Seleção Carioca precisou ser convocada às pressas para disputar o Campeonato Brasileiro de Seleções Estaduais, e pela dificuldade de reunir os jogadores optou-se por convocar apenas jogadores de Flamengo e Fluminense, o que inicialmente causou repúdio popular, com os amantes do futebol referindo-se à aquele time não como Seleção Carioca, mas como "Combinado Fla-Flu". Esta Seleção Carioca acabou campeã, o que mudou o sentimento popular em relação a ela. O jornalista Mário Filho teve então, a capacidade de transformar um nome criado com uma imagem negativa, em nome próprio e marca registrada deste grande clássico conhecida mundialmente. O nome próprio, Fla-Flu, foi então dado para o clássico entre Flamengo e Fluminense por Mário Filho em 1933, quando procurava recursos para motivar o comparecimento das torcidas ao campeonato da recém-criada Liga de Futebol.
Segundo narrativa de Mário Filho, o primeiro mosaico do futebol brasileiro pode ter acontecido no Estádio de Laranjeiras em um Fla-Flu na década de 1930, quando a torcida do Fluminense, querendo fazer festa superior a da torcida do Flamengo, distribuiu adereços na área dos sócios do Tricolor, cada qual encontrando em sua cadeira, um saquinho de confete, um pacote de serpentina, um balão de borracha, vazio, verde, branco ou vermelho. Tudo bem organizado, a bancada social dividida, balões vermelhos à direita, balões brancos no centro, balões verdes à esquerda — conta o trecho do livro "O negro no futebol brasileiro". Assim, foi desenhado o mosaico: balões nas cores verde, branco e grená. O sócio do Fluminense enchia o seu balão, pegava o seu saco de confete, o seu pacote de serpentina, ficava esperando os sinais. Um sinal para jogar confete, outro para jogar serpentina, outro para levantar o balão à altura da cabeça. Muito bonito: aparecia uma bandeira imensa do Fluminense de balões de borracha — conta o autor.
Nestes anos iniciais do profissionalismo do futebol e até meados da década de 1940, o Fla-Flu adquiriu grande parte da mística que tem hoje, frutos de dois clubes com grandes craques em seus elencos e muitos títulos conquistados nos gramados, em jogos carregados de importância e apelo popular, que se estenderiam depois pela Era Maracanã. Neste período glorioso a dupla Fla-Flu terminou o Torneio Rio-São Paulo de 1940 disparada na liderança, com o torneio tendo sido interrompido por abandono dos clubes paulistas sem que a CBD os declarasse campeões posteriormente.
O Fla-Flu da Lagoa, como ficou conhecida a lendária decisão do Campeonato Carioca de 1941, na qual os jogadores do Fluminense ao final da partida eletrizante chutavam as bolas para a Lagoa Rodrigo de Freitas, que antes de ser aterrada, ficava ao lado do Estádio da Gávea, foi motivo de polêmica recente, pois renomados pesquisadores alegaram que não conseguiram achar referências a esses casos nos jornais da época, mas além das muitas testemunhas que garantiram que a pretensa lenda era verdadeira, os fatos constam publicados em O Globo Esportivo, edição 171 de 1941, página 5.
A Charanga do Flamengo foi a primeira torcida organizada do Rio de Janeiro, a terceira mais antiga do Brasil, fundada justamente em um Fla-Flu, no empate por 1–1 em Laranjeiras no dia 11 de outubro de 1942 que daria posteriormente o título ao Flamengo, nome dado pelo rubro-negro Ary Barroso a banda que passaria a acompanhar os jogos do Flamengo, desde então. O Flamengo só pôde comemorar o título 140 dias depois, por conta do Botafogo ter entrado na Justiça Desportiva para conquistar os pontos de derrota sua para o São Cristóvão, pleito recusado em segunda instância, com o Alvinegro tendo terminado como vice-campeão e o Fluminense em terceiro lugar.
Em 1943, no bicampeonato carioca do Flamengo, o Fluminense ficaria com o vice, dois pontos atrás, e foram fundamentais para o título rubro-negro os pontos conquistados nos confrontos entre eles (vitória do Fla por 2–0 e empate em 2–2).
Entre 1937, ano da pacificação do futebol do Rio de Janeiro, que entre 1933 e 1936 teve duas ligas — a princípio uma profissional e outra amadora – quando todos os clubes passariam a fazer parte de uma liga profissional, e o ano de 1944, a dupla Fla-Flu ganhou todos os oito campeonatos disputados — quatro cada um –, sendo interrompida em 1945 pelo Vasco. Em 1946 aconteceu um dos campeonatos cariocas mais emocionantes da História, pois 4 clubes (America, Botafogo, Flamengo e Fluminense) terminaram empatados com 26 pontos, mostrando o equilíbrio que houve entre estes clubes durante o campeonato regular. Na fase decisiva, que ficou conhecida como Supercampeonato, o Fluminense foi o campeão com 11 pontos, contra 8 do Botafogo e 5 do Flamengo, terceiro colocado, com o Tricolor empatando o clássico do turno e vencendo o do returno contra o Flamengo, fundamentais para o resultado final, sem o que, em caso de vitória rubro-negra nos dois jogos, três clubes teriam terminado empatados novamente com oito pontos.
A vitória tricolor por 1–0 em 14 de outubro de 1951, na qual foi estimulada uma "Disputa de torcidas", marcou o primeiro Fla-Flu que fez jus ao título de "Clássico das Multidões", pois além dos 109 212 torcedores registrados houve um grande derrame de ingressos falsos, com a imprensa carioca estimando em 40 000 o número de pessoas que teriam estado no Maracanã naquele dia, além dos espectadores registrados, competição que sagraria o Fluminense campeão ao seu final.[carece de fontes?] Sugerida por Mário Filho, esse jogo também marcou a primeira vez na qual houve divisão de torcidas no Maracanã.
O Flamengo iniciaria campanha que redundaria em seu primeiro tricampeonato na Era Maracanã no Campeonato Carioca de 1953, que teve nesse ano o Fluminense como vice-campeão, com os três Fla-Flus tendo grande movimentação de público. No primeiro turno, vitória do Fluminense por 3–2 perante 116 266 torcedores (103 132 pagantes), no segundo, vitória rubro-negra por 2–1 perante 122 434 expectadores (101 217 pagantes) e no terceiro o Flamengo repetiu o placar do segundo turno perante 96 064 torcedores (84 209 pagantes).
Em 1956, duas derrotas do Fluminense para o Flamengo, ambas por 1–0, seriam determinantes para a definição do título, conquistado pelo Vasco com três pontos a mais que o Tricolor. O até então tricampeão, o Flamengo, terminaria em terceiro e o jogo de maior público entre eles seria a vitória rubro-negra por 1–0 em 16 de setembro, acompanhada por 102 245 torcedores (94 557 pagantes).

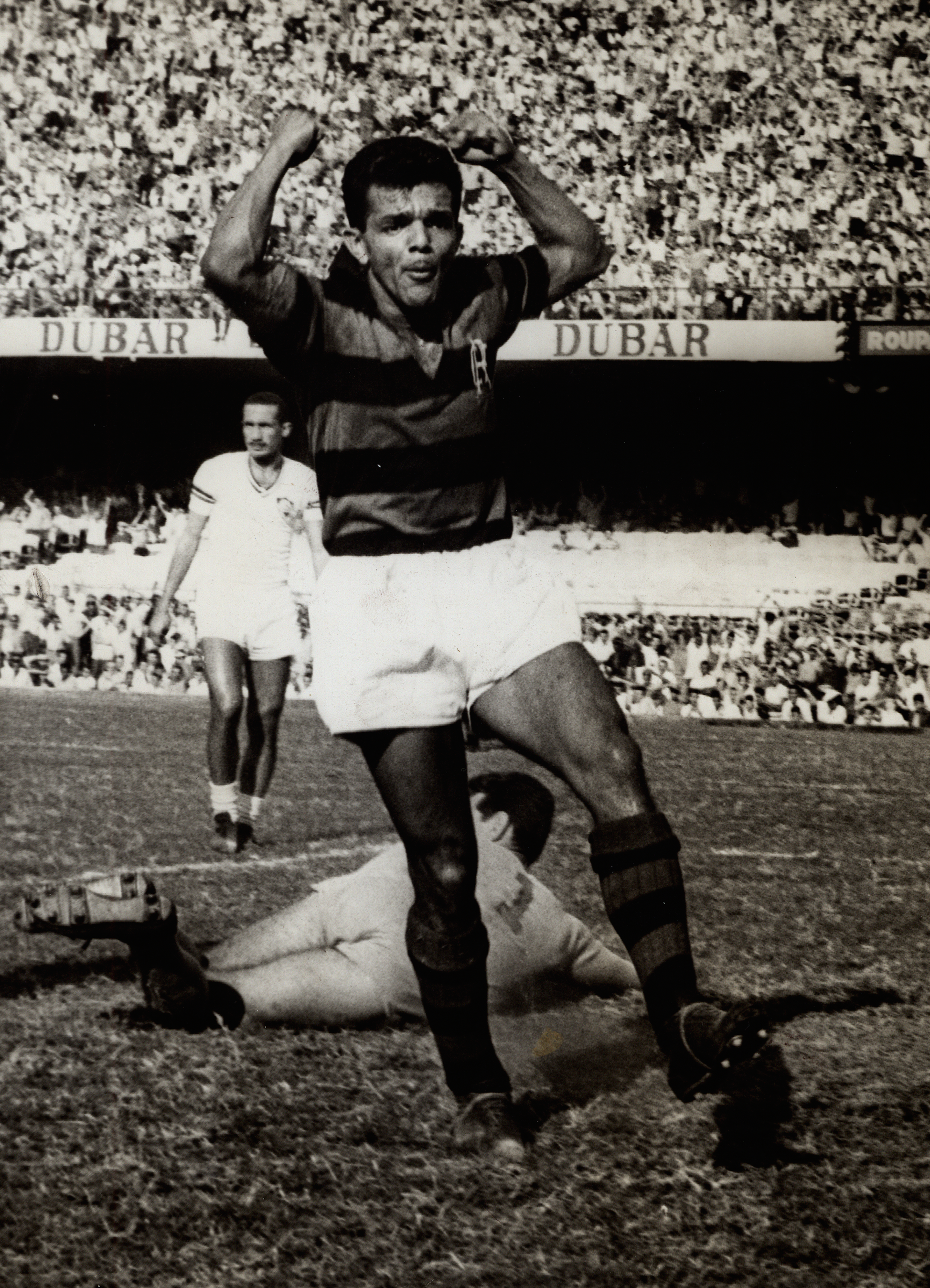
Dida, Castilho e Pinheiro em 1961

Em jogo válido ainda pela sexta rodada do Campeonato Carioca de 1961, 87 010 torcedores pagaram pelos ingressos, em partida na qual não se conhece atualmente número de não pagantes, na vitória tricolor por 4–3, na qual o Flamengo abriu o placar, o Fluminense virou para 4–1 ainda no primeiro tempo e o Flamengo diminuiu para 4–3 no segundo, faltando ainda 6 minutos para o final de uma partida muito movimentada.
No Campeonato Carioca de 1962, também no início do campeonato, na quarta rodada, 113 840 torcedores (105 486 pagantes), assistiram a vitória rubro-negra por 1–0, placar que se repetiria no returno e que seria fundamental para a definição da classificação final, pois o Botafogo terminaria campeão com 39 pontos, contra 38 do Flamengo, vice-campeão, e 36 do Fluminense, terceiro colocado.
Com 194 603 espectadores no Maracanã, o Flamengo sagra-se campeão carioca de 1963 após empate por 0–0, no qual o seu goleiro Marcial foi uma das maiores figuras em campo, notadamente ao defender chute de Escurinho no final da partida.
O primeiro Fla-Flu válido por uma competição oficial nacional foi o empate por 1–1 no Torneio Roberto Gomes Pedrosa de 1967, mas a vitória de 1–0 do Fluminense na edição seguinte ficou marcada pelo gol irregular de Wilton, que desviou a bola com a mão do goleiro Marco Aurélio antes de anotar o gol.
Após assistir ao Fla-Flu decisivo do Campeonato Carioca de 1969, o escocês Hugh McIlvanney, correspondente do The Observer, fez o seguinte comentário, publicado no Jornal do Brasil: Enorme, esmagador, capaz de transformar em carnaval um espetáculo de futebol, o Maracanã já é uma lenda. A realidade contudo, é muito maior. A memória que em mim, ficará para sempre do Fla-Flu e, mais, do próprio futebol brasileiro, será desta enorme, pungente, feliz experiência humana.
Uma das parcerias econômicas que mais renderam frutos para o desenvolvimento do futebol foi consumada em um Fla-Flu, em meados da década de 1970, quando João Havelange, então presidente da FIFA, levou o presidente de uma multinacional de refrigerantes ainda reticente para associar a imagem de sua empresa a esse esporte para ver o grande clássico. Ao entrar no estádio, o presidente desta multinacional tremeu ao ver o colorido e ao ouvir o barulho das duas grandes torcidas, momento em que o torcedor do Fluminense, João Havelange, usou o argumento definitivo para a conclusão da parceria — Presidente, isto é o futebol!
No dia 30 de janeiro de 1977, um Combinado Fla-Flu, desfalcado dos jogadores que a serviam, empatou em 1–1 com a Seleção Brasileira que se preparava para jogos das Eliminatórias da Copa do Mundo de 1978. Exceto justamente neste ano de 1977, a dupla Fla-Flu ganhou todos os campeonatos cariocas da década de 1970.
Uma peculiaridade aconteceu em 1983, quando o Fluminense venceu o Flamengo por 1–0 com gol do meia Assis no fim do jogo, ficando dependendo de um tropeço do Bangu — com quem o Fluminense no primeiro jogo do triangular empatou por 1–1. O Bangu enfrentaria o Fla no último jogo do campeonato. Mesmo já eliminado, o time da Gávea venceu o jogo por 2–0, dando o título ao Flu.
Na empate por 1–1 válido pelo triangular decisivo do Campeonato Carioca de 1985, o lateral flamenguista Leandro fez aquele que ele considera o gol mais bonito de sua carreira, sendo também este o último Fla-Flu narrado pelo conhecido locutor Jorge Cury, rubro negro confesso, que viria a falecer ainda neste ano.
Entre 1969 e 1986, anos de intensa presença de público no Estádio do Maracanã, a dupla Fla-Flu ganhou 16 títulos do Campeonato Carioca (9 do Fluminense e 7 do Flamengo) em 19 disputados e 5 títulos do Campeonato Brasileiro (3 do Flamengo e 2 do Fluminense). O Flamengo foi ainda campeão da Copa Libertadores da América e da Copa Intercontinental nesse mesmo período, considerando os títulos mais importantes dos dois clubes.
No dia 2 de dezembro de 1989, Zico se despediu do Flamengo justamente em um Fla-Flu, disputado na cidade de Juiz de Fora, com o Flamengo vindo a ganhar por 5–0 e Zico tendo feito um gol em sua despedida.
A final do Campeonato Carioca de 1995 foi uma partida emocionante, celebrada não apenas pelo lance que definiu o seu desfecho, um gol de barriga, em um jogo cheio de alternativas, mas também pelo duelo dos craques, notadamente Romário e Renato Gaúcho, ícones das duas equipes nesta jornada. No dia 16 de junho de 2020, por ocasião do aniversário de setenta anos do Maracanã, o site Globoesporte.com publicou o resultado de uma enquete com mais de 50.000 eleitores, na qual essa decisão foi apontada como o maior jogo da História do Maracanã, com 59,79% dos votos, com os dez jogos que concorreram, envolvendo clubes e seleções, tendo sido os dez mais votados em eleição que envolveu setenta jornalistas esportivos.
O último Fla-Flu a levar mais de 100.000 pessoas ao Maracanã antes das obras de modernização que diminuíram a sua capacidade, foi o empate por 1–1 em 4 de abril de 1999, com 106.111 torcedores presentes.

Documentário Fla x Flu - 40 Minutos Antes do Nada, de Renato Terra, que discute a rivalidade centenária

A revista Placar, a mais tradicional do futebol brasileiro, editada desde 1970 e líder deste segmento de revistas no Brasil, em sua edição de aniversário de 35 anos em 2005 dedicou a revista inteira aos que ela considera os vinte e dois maiores clássicos do futebol brasileiro, tendo apresentado o Fla-Flu como o primeiro deles, com o título Sinônimo de Brasil.
Não fosse a eliminação do Flamengo pelo América do México nas oitavas de final da Copa Libertadores da América de 2008, e caso o Fla tivesse avançado nessa competição, dois Fla-Flus teriam acontecido na semifinal, pois segundo o regulamento, se dois times do mesmo país tivessem passado às semifinais, os confrontos seriam alterados de forma a esses dois times se enfrentarem nessa fase, alterando os cruzamentos pré-determinados.
No ano seguinte, em 2009, foi realizado o primeiro confronto entre Flamengo e Fluminense válido por uma competição internacional oficial. Na Copa Sul-Americana, os times se enfrentaram logo na primeira fase em jogos de ida e volta, com os dois jogos sendo realizados no Maracanã. O primeiro jogo, com mando do Fluminense, terminou 0–0, e o segundo confronto também acabou empatado, desta vez em 1–1, gols de Roni, para o Fluminense e Dênis Marques, para o Flamengo. Pela regra do gol fora de casa o Fluminense se classificou para a próxima fase e terminou a competição como vice-campeão, perdendo a final para a LDU, do Equador.
O jornal londrino Evening Standard apontou o Fla-Flu com um dos dez maiores clássicos de futebol do mundo, o quinto da lista, que tinha no Superclássico do futebol argentino o outro confronto sul-americano da lista.
O iTunes criou a série "Greatest Football Rivalries" (Grandes Rivalidades do Futebol) em 2010 para enaltecer os grandes clássicos mundiais de futebol, sendo o Fla-Flu o único clássico brasileiro e um dos dois do continente americano representado entre os dezesseis que tiveram programas especiais editados pelo reprodutor de vídeos da Apple.
O Fluminense venceu o Flamengo por 1–0 com gol de Fred em 8 de julho de 2012, em partida válida pela oitava rodada do Campeonato Brasileiro, no primeiro Fla-Flu realizado após o primeiro centenário do grande clássico, que foi motivo de grandes comemorações e muita divulgação pela imprensa durante a semana que antecedeu ao confronto.
Um gol de voleio de Fred na partida seguinte, também válida pelo Campeonato Brasileiro de 2012 e disputada no dia 30 de setembro, foi eleito o gol mais bonito da história dos clubes brasileiros, em votação realizada no ano de 2020 que reuniu 63.039 eleitores, obtendo 10.226 votos (16,23%) entre 18 opções apresentadas de gols eleitos anteriormente como os dos grandes clubes selecionados pelo site Globoesporte.com, com o gol marcado por Giorgian De Arrascaeta do Flamengo contra o Ceará em 2019 ficando em segundo lugar com 8.613 votos (13,66%).
A edição da revista programa para o clássico inglês entre Manchester City versus Manchester United, disputado em 8 de abril de 2013, e que abordava outros grandes clássicos do futebol mundial, dedicou grande espaço para o Fla-Flu.
Em extensa reportagem sobre o futebol brasileiro publicada em 12 de abril de 2013, o prestigiado jornal norte-americano The New York Times começou a reportagem destacando o Fla-Flu.
A revista de futebol italiana Guerin Sportivo de junho de 2013 listou os que seriam os 100 clássicos de futebol "mais quentes" do mundo, elegendo o Fla-Flu em quarto lugar, primeiro entre os brasileiros e segundo entre os latino-americanos.
O Diario Clarín, jornal impresso mais vendido na Argentina, publicou detalhada reportagem sobre a história do Fla-Flu em 11 de setembro de 2013, destacando também o jogador argentino Narciso Doval, ídolo das duas torcidas.
O filme Centenário do Fla-Flu: O Documentário, de Pedro Von Krüger e Renato Terra, pela Sentimental Filmes, foi eleito o melhor filme na categoria documentário pelo voto popular, no Festival do Rio 2013, conquistando o Troféu Redentor.
Para convencer os seus sócios a aprovarem o projeto do novo estádio, em março de 2014 o Barcelona apontou a dupla Fla-Flu como rivais no cenário mundial.
O site australiano especializado em futebol The World Game, elegeu o Fla-Flu em nono lugar entre os clássicos de futebol que apontou como as onze maiores rivalidades do mundo em 16 de outubro de 2014.
Em 30 de outubro de 2014, a revista inglesa Sport Magazine apontou o Fla-Flu o sexto maior clássico do futebol mundial.
Assim como acontecera de forma semelhante a favor do Fluminense em 1968, na vitória do Flamengo por 3–1 pelo Campeonato Brasileiro de 2015, perante 55.999 torcedores, o zagueiro Wallace ajeitou a bola com a mão na jogada do primeiro gol rubro negro, abrindo caminho para a vitória de seu time.
A revista francesa, France Football, realizou enquete em 15 de janeiro de 2016 para eleger o clássico mais emocionante do mundo, sendo o Fla-Flu um dos quinze clássicos indicados, o único brasileiro e um dos dois latino-americanos.
Em abril de 2016, a revista inglesa FourFourTwo classificou o Fla-Flu como o segundo maior clássico de futebol do Brasil e o décimo oitavo maior do mundo.
O jornal inglês The Sun, elegeu o Fla-Flu como o oitavo maior clássico do futebol mundial, o único brasileiro e um dos dois únicos sul-americanos da lista que apontava os 10 maiores em 2016.
Considerando-se as estatísticas oficiais do Flamengo, a vitória tricolor por 3–2 em 31 de maio de 2015, em partida válida pelo Campeonato Brasileiro, foi a de número 400 da História do Fla-Flu, até então com 143 vitórias do Flamengo, 128 vitórias do Fluminense e 129 empates, 576 gols pró Fla e 529 pró Flu.
A partida válida pelo returno do Campeonato Brasileiro de 2016 foi marcada pela polêmica do gol que daria o empate para o Fluminense, tendo este sido anulado pelo uso da tecnologia eletrônica, com o árbitro tendo sido avisado da suposta irregularidade denunciada por imagens de TV.
Tendo sido apontado como mandante da partida decisiva da Taça Guanabara de 2017, que teria a sua torcida como única a estar presente no estádio, o Fluminense abriu mão do suposto privilégio e lutou para conseguir liberar a presença da torcida do Flamengo na final, tendo até cogitado disputar a partida com portões fechados, para manter a tradição carioca das torcidas mistas presentes nos grandes clássicos, com os ingressos só tendo sido liberados no dia anterior a partida por conta da luta jurídica, notadamente contra a posição do Botafogo, que entrara na justiça para não permitir a presença da torcida do Flamengo no estádio.
Em 2 de maio de 2017, o Diario AS, da Espanha, apontou as partidas de futebol entre rivais que "pegam fogo", apontando o Fla-Flu como único clássico brasileiro e um dos dois únicos sul-americanos entre os dezesseis clássicos de todo o mundo escolhidos. Já o jornal britânico The Mirror considerou o clássico como o 19º maior do mundo em publicação que classifica o duelo como "uma explosão de barulho e cor". Nesse mesmo ano, a revista norte americana Sports Illustrated já havia apontado o Fla-Flu como uma das 10 maiores rivalidades futebolísticas do mundo, segundo ela, a oitava, único clássico brasileiro e um dos dois clássicos sul-americanos citados.
A final da Taça Rio de 2020, conquistada pelo Fluminense após empate no tempo normal e vitória por 3–2 na disputa de pênaltis, registrou o recorde mundial de uma transmissão ao vivo pelo Youtube até então, quando no pico da audiência três milhões e quinhentos e noventa e sete mil pessoas acessaram o Canal do Fluminense ao mesmo tempo, com esse canal tendo alcançado quase seis milhões de acessos no total. A partida seguinte, vitória do Flamengo por 2–1 válida pela primeira partida da final do Campeonato Carioca de 2020, teve cerca de 3 milhões e duzentos mil espectadores de pico no Canal do Fluminense, ficando em segundo lugar em número de espectadores ao vivo da História do Youtube, quatro dias depois.
Pela terceira vez na história, o Fla-Flu foi realizado na cidade de São Paulo, como das outras duas vezes no estádio do Pacaembu, o clássico estava caminhando para o 0–0, mas desta vez na Neo Química Arena, o Fluminense conseguiu marcar aos 45 minutos do segundo tempo, vencendo a partida e acabando com este tabu do clássico terminar sem abertura da contagem que vinha desde 1942.
Mesmo em tempos nos quais o futebol carioca passou por maus momentos, as torcidas continuaram a se envolver nesse clássico por seu charme, rivalidade e romantismo.

## Jogadores históricos

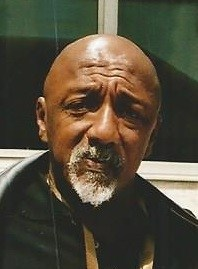
Paulo Cézar Caju, grande jogador nos dois clubes

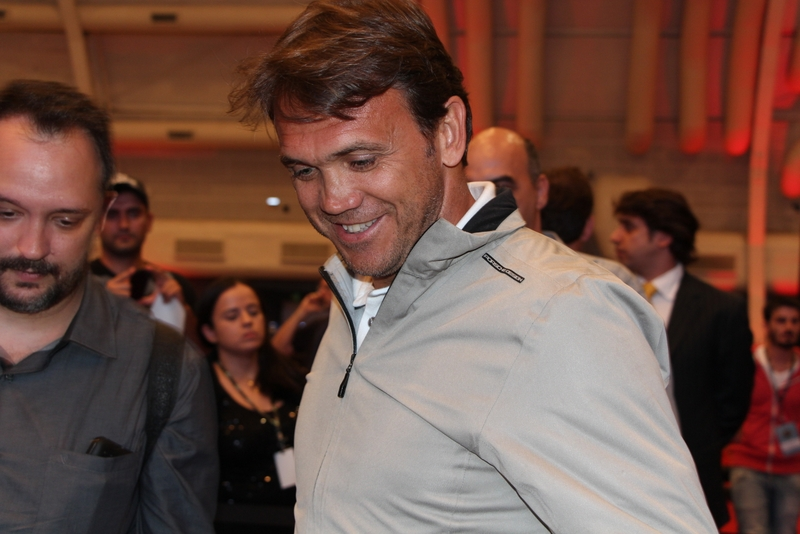
Dejan Petković, um dos grandes jogadores que atuou em ambos

O Fla-Flu é uma das pontes para a imortalização de jogadores como, do lado rubro-negro, Leônidas da Silva, Zico, Leandro, Adílio e Júnior; já pelo lado tricolor, Castilho, Waldo, Rivellino, Assis e Fred.
Outros jogadores importantes já pertenceram a ambos os clubes, como Henry Welfare, Gérson, Doval, Carlos Alberto Torres, Paulo Cézar Caju, Cláudio Adão, Samarone, Nunes, Edinho, Jorginho, Branco, Renato Gaúcho, Romário, Edmundo, Tuta, Roger, Petković, Diego Souza, Thiago Neves, Emerson Sheik, Leo Moura, Ronaldinho Gaúcho e Darío Conca.
Ainda neste clássico, encontraremos referências a grandes jogadores como Edward Calvert, Preguinho, Friedenreich, Russo, Pirillo, Romeu, Domingos da Guia, Píndaro, Orlando Pingo de Ouro, Zizinho, Didi, Pinheiro, Zagallo, Félix, Telê Santana, Dida, Raul, Manfrini, Andrade, Washington, Mozer, Tita, Romerito, Ricardo Gomes, Ézio, Leonardo, Bebeto, Sávio, Marcelinho Carioca, Zinho, Adriano, Thiago Silva, Gabigol, Germán Cano entre muitos outros.

## Decisões e jogos importantes

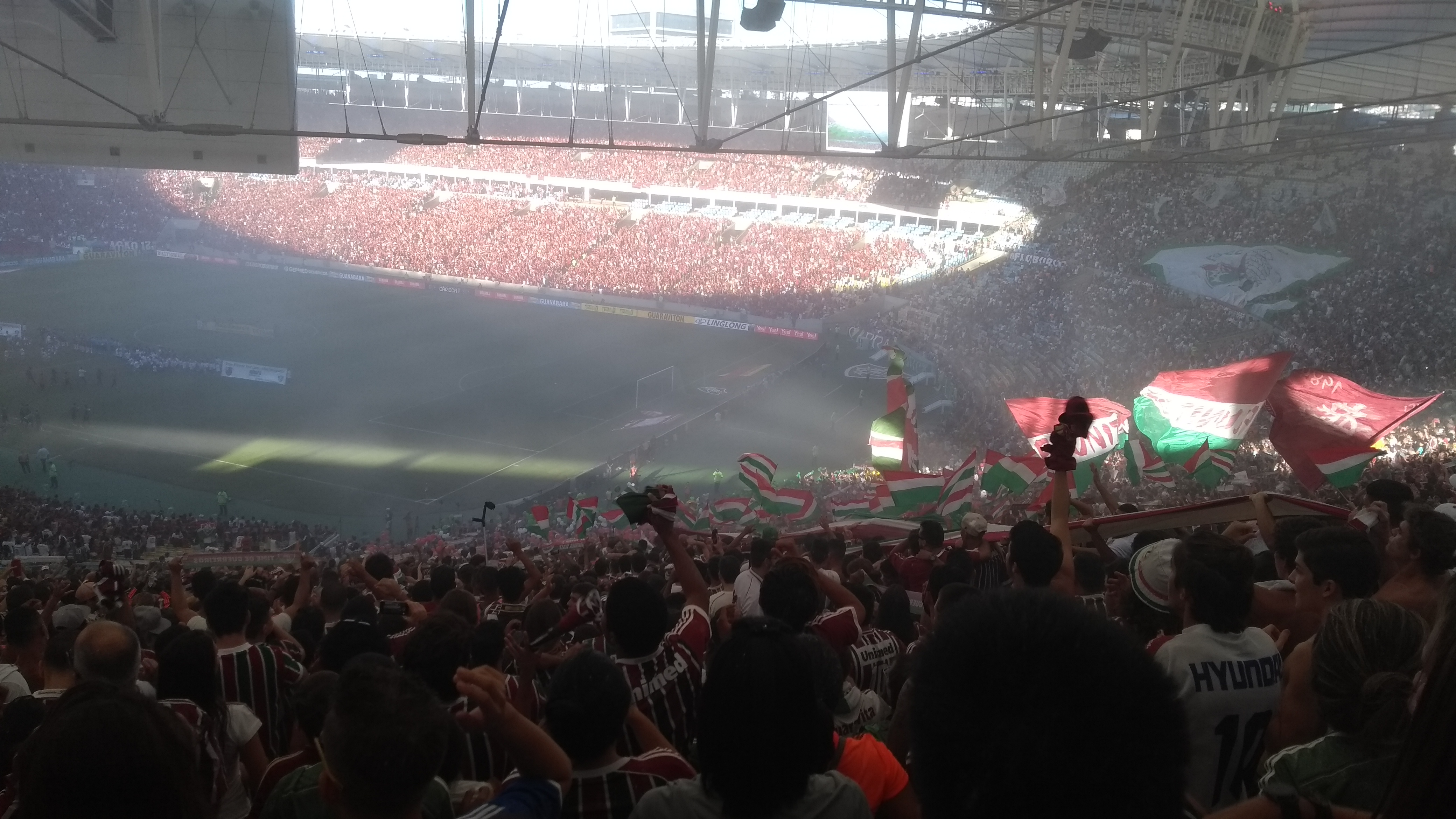
Final do Campeonato Carioca de 2017, no setor Sul do Maracanã (parte da torcida do Fluminense)

Existem dois critérios para definir decisões sendo divulgados pela mídia, o primeiro mais amplo e o segundo mais seletivo e recente vindo do lado rubro-negro.
Em um deles, o Fluminense seria o adversário que detém mais vitórias sobre o Flamengo em decisões do Campeonato Carioca, tendo-se sagrado campeão em 10 ocasiões, que são as edições de 1919, 1936, 1941, 1969, 1973, 1983, 1984, 1995, 2022 e 2023. O Flamengo foi campeão estadual sobre o Fluminense em 7 ocasiões, nas edições de 1963, 1972, 1991, 2017, 2020, 2021 e 2025. 
Já pelo outro, na visão dos rubro-negros, Flamengo e Fluminense teriam decidido por quatorze vezes o Campeonato Carioca, com o confronto estando mais equilibrado. O Fluminense foi campeão em sete ocasiões, nas edições de 1936, 1941, 1973, 1984, 1995, 2022 e 2023. O Flamengo, por sua vez, foi campeão estadual sobre o Fluminense sete vezes, nas edições de 1963, 1972, 1991, 2017, 2020, 2021 e 2025. Esse critério ganhou força pouco tempo antes da final do Campeonato Carioca de 2021.
Além dos casos acima listados, estes dois clubes e mais America e Botafogo terminaram empatados o Campeonato Carioca de 1946, tendo que ser realizada uma fase final entre os quatro clubes em turno e returno, que ficou conhecida como "Supercampeonato", com o Fluminense sendo campeão, o Botafogo vice e o Flamengo terceiro colocado, sendo que dois Fla-Flus foram disputados terminando com os resultados de 1–1 e de 4–1, com vantagem tricolor.
Flamengo e Fluminense também participaram da fase final do Campeonato Carioca de 1985 juntamente com o Bangu, com o Fluminense sendo campeão e o Bangu vice.
O Fla-Flu decidiu ainda o Torneio Aberto em 1936, com 1–1 na primeira partida e vitória do Fla por 1–0 na segunda, e os Torneios Início de 1924 e 1954, com vitória tricolor por 1–0 nos dois jogos e também em 1965, nos pênaltis.
Além das finais, em ocasiões que não chegaram a disputar diretamente o título, o Flu foi campeão e o Fla vice em 6 ocasiões (1924, 1937, 1938, 1940, Torneio Extra de 1941 e Torneio Rio-São Paulo de 1960), enquanto o Rubro-negro foi campeão e o Tricolor vice em 9 ocasiões (1915, 1920, 1925, 1927, 1943, 1953, 1979 — Especial e 2011, além do Torneio Relâmpago de 1943).
Os dois clubes detém 72 títulos de campeões estaduais, tendo sido o Fluminense o campeão do século XX no Rio de Janeiro, por ter sido o maior ganhador de títulos estaduais do século passado (28), tendo o Rubro-negro igualado o número de títulos em 2008 e ultrapassado o Tricolor, chegando ao 39.º título em 2025. Assim, além de ser o campeão da Era Maracanã, o Fla é o atual campeão do século XXI.
Nas conquistas de seus 7 títulos brasileiros, e também na da Copa União, o Flamengo não jogou contra o Fluminense nas edições de 1980, 1982 e 1983, por conta do Tricolor ter começado em grupo diferente e não ter chegado aos cruzamentos previstos pela fórmula de disputa.
Já o Fluminense, na conquista de seus 4 títulos brasileiros, só não enfrentou o Flamengo em 1984, igualmente por conta do Rubro-negro ter começado em grupo diferente e não ter chegado aos cruzamentos previstos pela fórmula de disputa.
O Flamengo e o Fluminense já se enfrentaram em duas ocasiões em competições internacionais, ambas na Copa Sul-Americana, nos anos de 2009 e 2017. Em 2009, o Fluminense avançou para a próxima fase com um empate em 0–0 no jogo de ida e outro empate em 1–1 no jogo de volta, devido ao critério do gol fora de casa, na primeira fase. Já em 2017, o Flamengo se classificou após vencer por 1–0 no jogo de ida e empatar em 3–3 no jogo de volta, nas quartas de final. Ambos os clubes chegaram às finais da Copa Sul-Americana, porém, foram derrotados: o Fluminense perdeu para a LDU em 2009, e o Flamengo foi derrotado pelo Independiente em 2017.
Em 2023, aconteceu o clássico Fla-Flu na Copa do Brasil pela primeira vez na história. Nas oitavas de final, as equipes se enfrentaram. No jogo de ida, o placar ficou em 0–0, e no jogo de volta, o Flamengo venceu por 2–0, garantindo a classificação para a próxima fase. Esse confronto histórico marcou mais um capítulo na intensa rivalidade entre as equipes rubro-negra e tricolor do Rio de Janeiro.

## Estatísticas

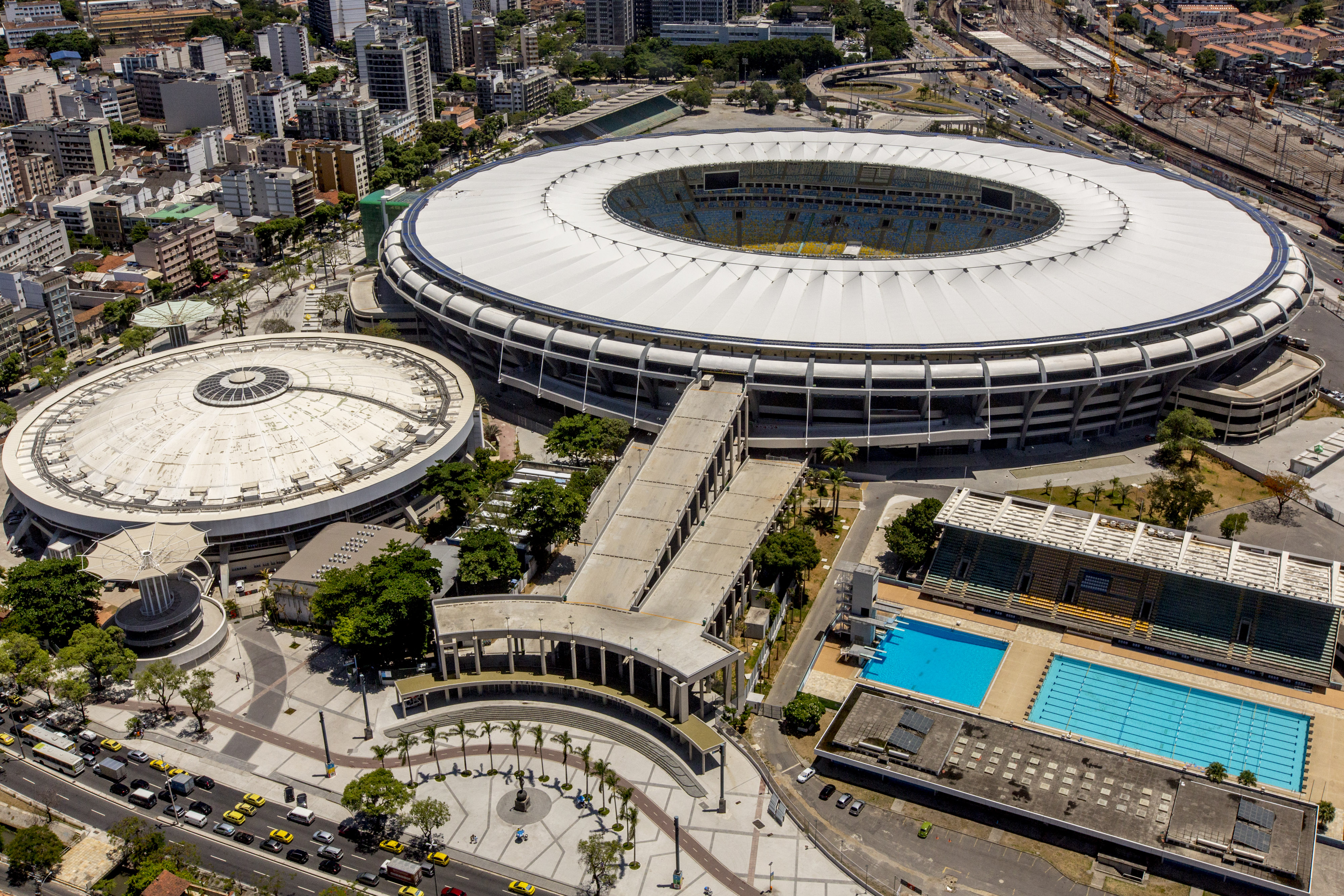
Maracanã, palco histórico do Fla-Flu

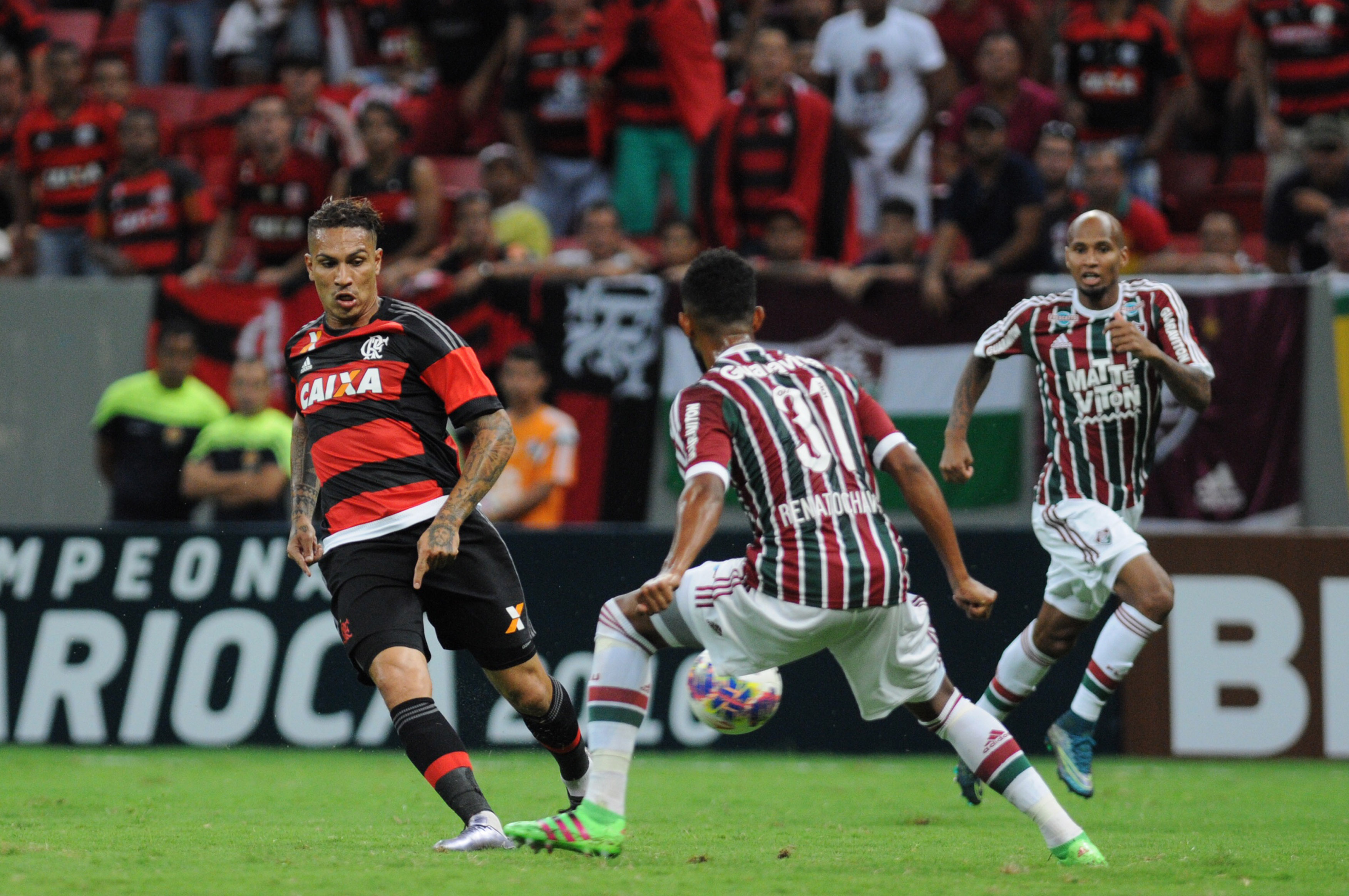
Fla 2–1 Flu em Brasília, 21 de fevereiro de 2016

No dia 13 de março de 2021 Flamengo e Fluminense unificaram as suas estatísticas, argumentando ser o clássico mais conhecido e mais tradicional do Brasil, entre outros adjetivos como maior e mais charmoso, segundo os clubes envolvidos, apresentando-os exatamente como consta no quadro abaixo e incluindo as partidas do Torneio Início do Campeonato Carioca.
Gerais
Estas são as estatísticas, em toda a história do confronto (até 16 de março de 2025):
|               | Flamengo     | Fluminense   |
| ------------- | ------------ | ------------ |
| Vitórias      | 167 (36,62%) | 142 (31,14%) |
| Empates       | 147 (32,24%) | 147 (32,24%) |
| Partidas      | 456[a]       | 456[a]       |
| Gols marcados | 651 (52,46%) | 590 (47,54%) |
| Total de gols | 1241         | 1241         |

Campeonato Brasileiro
Estas são as estatísticas, considerando-se o Campeonato Brasileiro Unificado (até 20 de julho de 2025):
|               | Flamengo    | Fluminense  |
| ------------- | ----------- | ----------- |
| Vitórias      | 27 (36,49%) | 27 (36,49%) |
| Empates       | 20 (27,03%) | 20 (27,03%) |
| Partidas      | 74          | 74          |
| Gols marcados | 89 (52,05%) | 82 (47,95%) |
| Total de gols | 171         | 171         |

Campeonato Carioca
As estatísticas pelo Campeonato Carioca (até 16 de março de 2025):
|               | Flamengo     | Fluminense   |
| ------------- | ------------ | ------------ |
| Vitórias      | 99 (36,4%)   | 83 (30,51%)  |
| Empates       | 90 (33,09%)  | 90 (33,09%)  |
| Partidas      | 272          | 272          |
| Gols marcados | 401 (52,35%) | 366 (47,78%) |
| Total de gols | 766          | 766          |

Torneio Rio-São Paulo
As estatísticas pelo Torneio Rio-São Paulo:
|               | Flamengo    | Fluminense  |
| ------------- | ----------- | ----------- |
| Vitórias      | 8 (36,36%)  | 8 (36,36%)  |
| Empates       | 6 (27,27%)  | 6 (27,27%)  |
| Partidas      | 22          | 22          |
| Gols marcados | 28 (51,85%) | 26 (48,15%) |
| Total de gols | 54          | 54          |

Jogadores que mais disputaram Fla-Flus
1- Jarbas e Júnior, ambos do Fla: 48 partidas.
3- Castilho, do Flu: 45 partidas.
Artilheiros
O maior artilheiro do Fla-Flu é Zico (Fla) com 23 gols em 39 jogos (média de 0,58) e o do Flu é Hércules, com 18 gols em 24 jogos (média de 0,75). Os jogadores que mais marcaram gols em uma única partida são Pirillo (10 de junho de 1945) e Zico (7 de março de 1976) pelo Fla e Simões (6 de janeiro de 1949) pelo Flu, todos com quatro gols.
O maior artilheiro do Fla-Flu em campeonatos brasileiros é Fred, do Fluminense, com 6 gols, enquanto pelo Flamengo é Renato Abreu, com 5 tentos marcados.
Gols históricos
| Gol    | Jogador        | Clube      | Data                   | Resultado         |
| ------ | -------------- | ---------- | ---------------------- | ----------------- |
| 1.º    | Edward Calvert | Fluminense | 7 de julho de 1912     | Fluminense 3–2    |
| 100.º  | Nonô           | Flamengo   | 14 de julho de 1923    | 2–2               |
| 200.º  | Hércules       | Fluminense | 15 de novembro de 1935 | Fluminense 2–1    |
| 300.º  | Pedro Amorim   | Fluminense | 23 de novembro de 1941 | 2–2               |
| 400.º  | Rubinho        | Fluminense | 23 de maio de 1948     | 1–1               |
| 500.º  | Dida           | Flamengo   | 18 de dezembro de 1955 | Flamengo 6–1      |
| 600.º  | Osvaldo II     | Flamengo   | 23 de outubro de 1966  | Flamengo 2–0      |
| 700.º  | Luizinho       | Flamengo   | 18 de maio de 1975     | Flamengo 2–1      |
| 800.º  | Bebeto         | Flamengo   | 30 de novembro de 1988 | Flamengo 2–1      |
| 900.º  | Alcindo        | Fluminense | 20 de abril de 1997    | Fluminense 3–2    |
| 1000.º | Edmundo        | Fluminense | 12 de setembro de 2004 | Fluminense 2–1[b] |

^  Não inclui as partidas válidas pelo Torneio Início entre 1918 e 1965.
Goleadas
A maior goleada do clássico Fla-Flu, foi pelo Torneio Municipal em 10 de junho de 1945, com vitória do Flamengo por 7–0. A maior goleada do Fluminense na história do Fla-Flu, foi na vitória tricolor por 5–1 em 24 de março de 1943, em partida válida pelo Torneio Relâmpago. Já a partida com mais gols foi a vitória rubro-negra por 6–3 em 3 de agosto de 1913, partida esta válida pelo Campeonato Carioca.
Expulsões
O jogador que mais foi expulso de campo foi o rubro-negro Merica em 3 ocasiões (7 de novembro de 1976, 25 de junho de 1977 e 15 de novembro de 1977), enquanto pelo Flu foi Pintinho em 2 (18 de julho de 1976 e 15 de novembro de 1977).
Séries
A maior série invicta é tricolor, com 13 partidas entre 28 de outubro de 1936 e 11 de setembro de 1938 (9 vitórias e 4 empates), enquanto as maiores séries do Flamengo são de 11 partidas, em duas ocasiões, entre 27 de outubro de 1912 e 15 de agosto de 1916 (8 vitórias e 3 empates) e entre 18 de outubro de 1964 e 28 de agosto de 1966 (4 vitórias e 7 empates).
A maior série de vitórias é rubro-negra, com 7 vitórias entre 27 de outubro de 1912 e 15 de agosto de 1916, enquanto a maior série de vitórias do Fluminense é de 4 vitórias e ocorreu em duas ocasiões, sendo a primeira entre 10 de abril de 1938 e 11 de setembro de 1938, e a última entre 4 de julho de 2021 e 30 de março de 2022. Já a maior série de empates é de 5 jogos e aconteceu em três ocasiões, sendo a primeira entre 13 de julho de 1947 e 29 de agosto de 1948, a segunda entre 28 de abril de 1965 e 24 de outubro de 1965, e a última delas entre 27 de fevereiro de 1985 e 11 de dezembro de 1985.
O ano de 1936 foi aquele em que mais vezes se disputou o Fla-Flu, com 10 partidas entre amistosos e partidas oficiais (2 vitórias do Flamengo, 2 vitórias do Fluminense e 6 empates).
Principais estádios
O Estádio do Maracanã foi o mais utilizado, com 271 partidas, 106 vitórias do Flamengo, 84 do Fluminense e 81 empates, 363 gols a favor do Flamengo e 322 a favor do Fluminense.
No Estádio de Laranjeiras foram 70 partidas, com 23 vitórias do Fluminense, 23 do Flamengo e 24 empates, 118 gols a favor do Flamengo e 111–favor do Fluminense.
Já no Estádio da Rua Paysandu foram 18 partidas, com 6 vitórias do Fluminense, 4 do Flamengo e 8 empates, 25 gols a favor do Fluminense e 23–favor do Flamengo.
No Estádio da Gávea, reduto rubro-negro como a Rua Paysandu, aconteceram 13 partidas, com 7 vitórias do Flamengo, 2 vitórias do Fluminense e 4 empates, 30 gols a favor do Flamengo e 20 a favor do Fluminense.
No Estádio de São Januário foram 20 partidas, com 9 vitórias do Fluminense, 7 do Flamengo e 4 empates, com 35 gols a favor do Fluminense e 31–favor do Flamengo, sendo estes os principais estádios utilizados na História do Fla-Flu.
No Estádio do Engenhão foram 11 partidas, com 3 vitórias do Flamengo, 3 vitórias do Fluminense e 5 empates, 14 gols a favor do Flamengo e 13 gols a favor do Fluminense.
Cidades
O Fla-Flu já foi disputado em 16 cidades: Rio de Janeiro, Niterói, Volta Redonda, Brasília (DF), Campina Grande (PB), Cariacica (ES), Cuiabá (MT), Fortaleza (CE), Goiânia (GO), Juiz de Fora (MG), Natal (RN), Porto Alegre (RS), Recife (PE), Salvador (BA), São Paulo (SP) e Corunha (Espanha).
Partidas fora do Estado do Rio de Janeiro
Até hoje, já foram disputadas 23 partidas no Brasil fora do Estado do Rio de Janeiro. Sem contar amistosos, o Fla-Flu foi disputado 17 vezes. A Região Norte é a única região brasileira que nunca recebeu o Fla-Flu.
No histórico destas partidas, o Flamengo leva vantagem sobre o Fluminense, tendo a maioria dos resultados terminado em empate: em 23 confrontos, foram 7 vitórias rubro-negras, 11 empates e 5 vitórias tricolores, com 30 gols marcados pelo Fla e 24 pelo Flu.
Brasília em seis oportunidades e Juiz de Fora em três, foram as cidades que mais receberam o clássico fora do Estado do Rio de Janeiro. Além destas ocasiões, o Fla-Flu foi disputado também em Corunha, Espanha, tendo terminado em 0–0 nesta ocasião.

## Maiores públicos
Aonde não consta informação sobre os públicos pagante e presente, a referência é apenas aos pagantes, jogos no Maracanã.

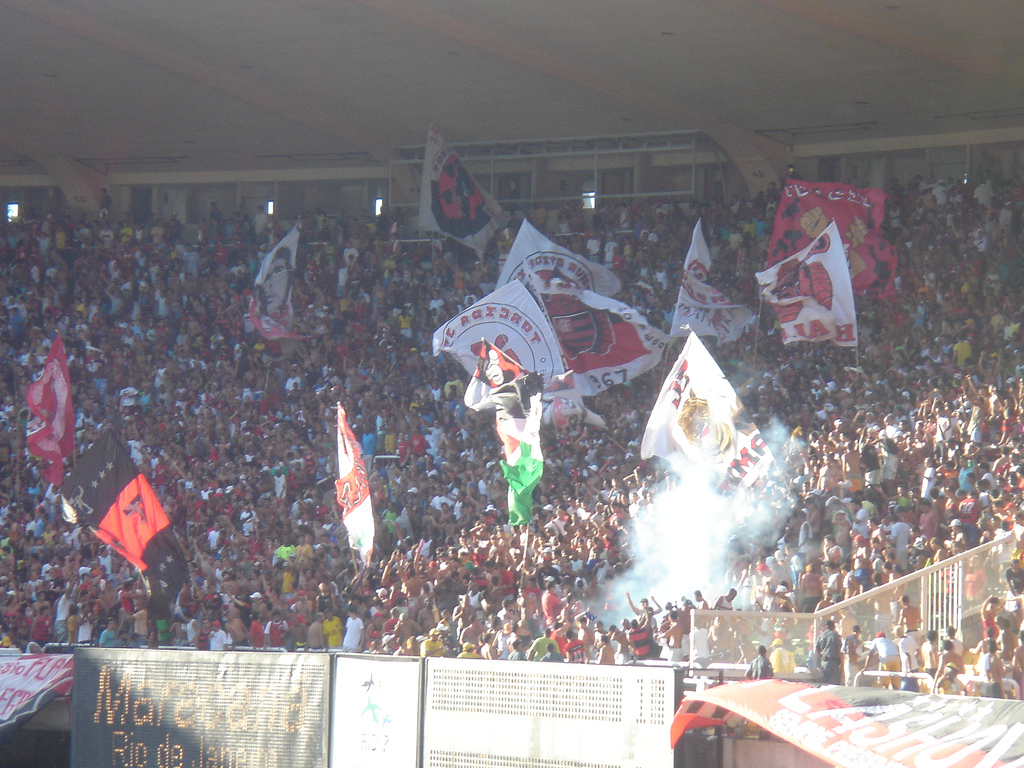
Torcida do Flamengo no Maracanã.

1. Torcida do Flamengo no Maracanã.Flamengo 0–0 Fluminense, 194 603, Campeonato Carioca, 15 de dezembro de 1963 (177 656 pagantes).
2. Flamengo 2–3 Fluminense, 171 599, Campeonato Carioca, 15 de junho de 1969.[119]
3. Flamengo 0–0 Fluminense, 155 116, Campeonato Carioca, 16 de maio de 1976.

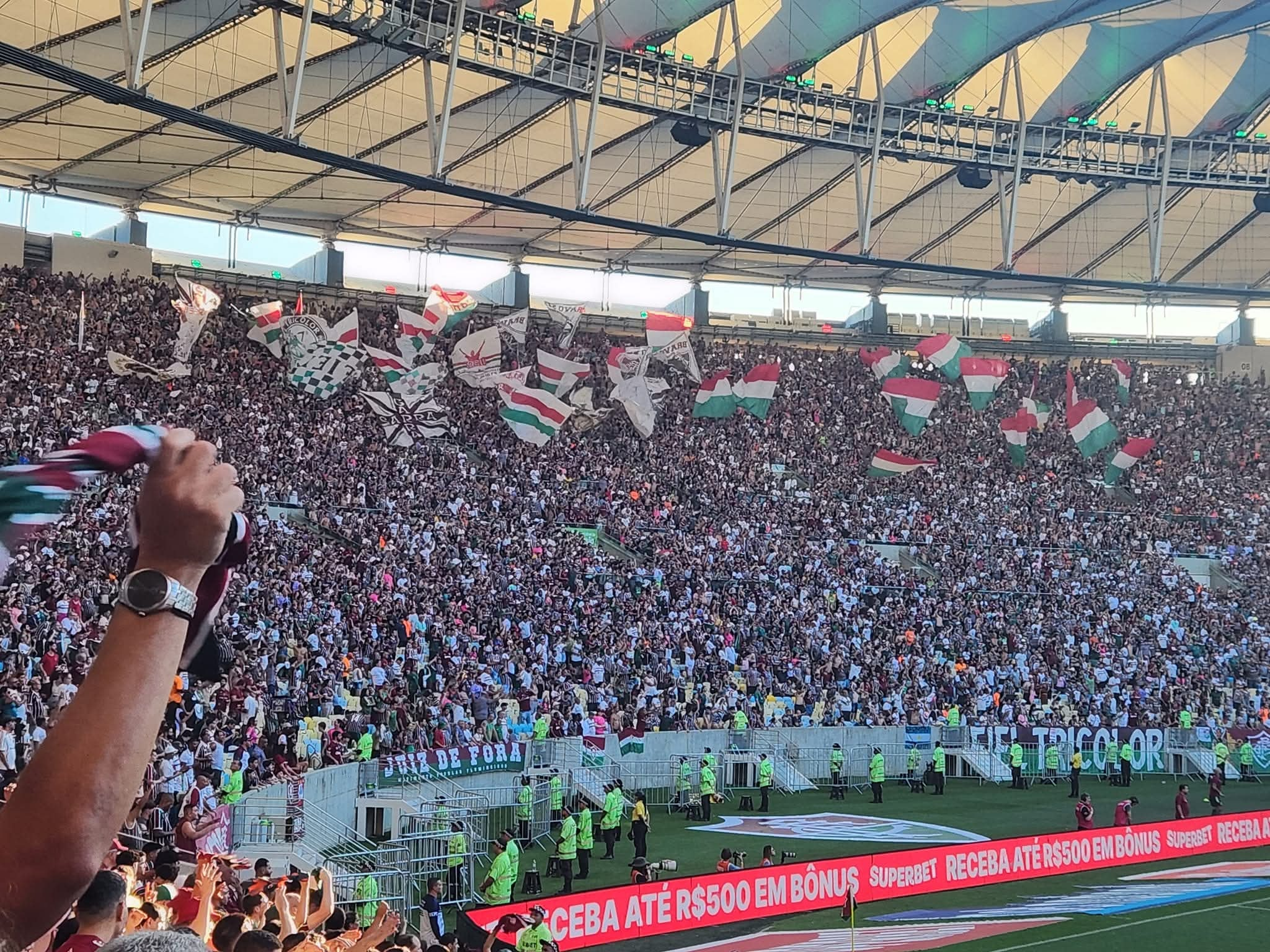
Torcida do Fluminense no Marcanã.

4. Torcida do Fluminense no Marcanã.Flamengo 0–1 Fluminense, 153 520, Campeonato Carioca, 16 de dezembro de 1984.
5. Flamengo 0–2 Fluminense, 138 599, Campeonato Carioca, 2 de agosto de 1970.
6. Flamengo 1–1 Fluminense, 138 557, Campeonato Carioca, 22 de abril de 1979.
7. Flamengo 5–2 Fluminense, 137 002, Campeonato Carioca, 23 de abril de 1972.
8. Flamengo 2–1 Fluminense, 136 829, Campeonato Carioca, 7 de setembro de 1972.
9. Flamengo 3–3 Fluminense, 136 606, Campeonato Carioca, 18 de outubro de 1964.
10. Flamengo 1–0 Fluminense, 124 432, Campeonato Carioca, 23 de setembro de 1979.
11. Flamengo 2–1 Fluminense, 122 434, Campeonato Carioca, 6 de dezembro de 1953 (100 749 pagantes).
12. Flamengo 3–0 Fluminense, 122 142, Campeonato Carioca, 29 de agosto de 1982.
13. Flamengo 2–3 Fluminense, 120 418, Campeonato Carioca, 25 de junho de 1995 (112 285 pagantes).
14. Flamengo 2–3 Fluminense, 116 266, Campeonato Carioca, 16 de agosto de 1953 (103 132 pagantes).
15. Flamengo 2–0 Fluminense, 114 277, Campeonato Carioca, 28 de agosto de 1977.
16. Flamengo 1–0 Fluminense, 113 840, Campeonato Carioca, 29 de julho de 1962 (105 486 pagantes).
17. Flamengo 0–0 Fluminense, 113 805, Campeonato Carioca, 22 de setembro de 1985.
18. Flamengo 5–3 Fluminense, 113 602, Amistoso, 20 de janeiro de 1999 (107 500 pagantes).
19. Flamengo 0–0 Fluminense, 112 415, Campeonato Carioca, 4 de abril de 1971.
20. Flamengo 2–1 Fluminense, 110 727, Campeonato Carioca, 2 de outubro de 1983.
21. Flamengo 0–0 Fluminense, 110 000, Campeonato Carioca, 12 de fevereiro de 1995 (98 907 pagantes).

Pelo menos os jogos com públicos presentes desconhecidos nos dias atuais de 1º de maio de 1969 (106 236 pagantes), 31 de maio de 1970 (106 515 pagantes), 7 de novembro de 1976 (109 919 pagantes), 11 de março de 1979 (103 843 pagantes), 14 de outubro de 1979 (100 010 pagantes), 15 de novembro de 1981 (109 514 pagantes) e 22 de setembro de 1984 (99 898 pagantes) poderiam constar nesta lista, que relaciona os públicos acima de 110 000 presentes, considerando como parâmetro o público pagante de 98 907, o menor da lista a atingir 110 000 presentes, embora outros eventualmente possam ter atingido esse número de espectadores.
Por décadas
1951/1960: 2.
1961/1970: 5.
1971/1980: 7.
1981/1990: 4.
1991/2000: 3.
Maior público no Campeonato Brasileiro
Flamengo 0–1 Fluminense, 109 919, 7 de novembro de 1976.
Maior público no século XXI
Flamengo 2–0 Fluminense, 82 566, Campeonato Brasileiro, 4 de outubro de 2009 (78 409 pagantes).
Maior público na Arena Maracanã (pós 2013)
Flamengo 2–0 Fluminense, 69 978, Copa do Brasil, 1 de junho de 2023 (64 787 pagantes).
Maior público fora do Estado do Rio de Janeiro
Flamengo 2–0 Fluminense, 60 000, Mané Garrincha-DF, Campeonato Brasileiro, 7 de junho de 2018 (59 987 pagantes).
Maior público no Estádio Olímpico Nilton Santos
Flamengo 0–1 Fluminense, 38 863, Campeonato Brasileiro, 8 de julho de 2012 (32 591 pagantes).
Maiores públicos antes da Era Maracanã (1912–1949)
Públicos pagantes em ordem cronológica, por estádio, não incluindo os sócios, que não pagavam ingressos.
No Estádio das Laranjeiras: Fluminense 3–1 Flamengo, 25 718, Campeonato Carioca, 14 de junho de 1925.
No Estádio da Rua Campos Sales: Flamengo 1–2 Fluminense, 10 000, Campeonato Carioca, 13 de outubro de 1935.
No Estádio de São Januário: Flamengo 2–1 Fluminense, 32 300, Campeonato Carioca, 2 de junho de 1940.
No Estádio da Gávea: Flamengo 2–5 Fluminense, 17 999, Campeonato Carioca, 10 de junho de 1946.
No Estádio de General Severiano: Flamengo 2–1 Fluminense, 17 656, Torneio Municipal, 1 de junho de 1947.

## Todos os confrontos
Legenda:
| Jogos não contabilizados nas estatísticas desse artigo | Campeão em jogo válido por final de campeonato | Vice-campeão em jogo válido por final de campeonato |

| Nº  | Data                    | Mandante   | Placar         | Visitante        | Competição                                                                  | Estádio                        | Local                 | V.Fla | E   | V.Flu |
| --- | ----------------------- | ---------- | -------------- | ---------------- | --------------------------------------------------------------------------- | ------------------------------ | --------------------- | ----- | --- | ----- |
| 1   | 7 de julho de 1912      | Fluminense | 3–2            | Flamengo         | Campeonato Carioca                                                          | Campo da Rua Guanabara         | Rio de Janeiro        |       |     | 1     |
| 2   | 27 de outubro de 1912   | Flamengo   | 4–0            | Fluminense       | Campeonato Carioca                                                          | Campo da Rua Guanabara         | Rio de Janeiro        | 1     |     |       |
| 3   | 3 de agosto de 1913     | Flamengo   | 6–3            | Fluminense       | Campeonato Carioca                                                          | Campo da Rua General Severiano | Rio de Janeiro        | 2     |     |       |
| 4   | 9 de novembro de 1913   | Fluminense | 0–3            | Flamengo         | Campeonato Carioca                                                          | Campo da Rua Guanabara         | Rio de Janeiro        | 3     |     |       |
| 5   | 11 de junho de 1914     | Fluminense | 0–2            | Flamengo         | Amistoso                                                                    | Campo da Rua Guanabara         | Rio de Janeiro        | 4     |     |       |
| 6   | 26 de julho de 1914     | Fluminense | 2–3            | Flamengo         | Campeonato Carioca                                                          | Campo da Rua Guanabara         | Rio de Janeiro        | 5     |     |       |
| 7   | 15 de novembro de 1914  | Flamengo   | 2–1            | Fluminense       | Campeonato Carioca                                                          | Campo da Rua General Severiano | Rio de Janeiro        | 6     |     |       |
| 8   | 9 de maio de 1915       | Fluminense | 0–5            | Flamengo         | Campeonato Carioca                                                          | Campo da Rua Guanabara         | Rio de Janeiro        | 7     |     |       |
| 9   | 22 de agosto de 1915    | Flamengo   | 1–1            | Fluminense       | Campeonato Carioca                                                          | Campo da Rua General Severiano | Rio de Janeiro        |       | 1   |       |
| 10  | 13 de maio de 1916      | Flamengo   | 4–1            | Fluminense       | Campeonato Carioca                                                          | Rua Paysandu                   | Rio de Janeiro        | 8     |     |       |
| 11  | 30 de julho de 1916     | Flamengo   | 2–2            | Fluminense       | Amistoso                                                                    | Rua Paysandu                   | Rio de Janeiro        |       | 2   |       |
| 12  | 15 de agosto de 1916    | Fluminense | 0–0            | Flamengo         | Amistoso                                                                    | Campo da Rua Guanabara         | Rio de Janeiro        |       | 3   |       |
| 13  | 8 de dezembro de 1916   | Fluminense | 3–1            | Flamengo         | Campeonato Carioca/Taça CBD/Taça Federação de Remo                          | Campo da Rua General Severiano | Rio de Janeiro        |       |     | 2     |
| 14  | 27 de maio de 1917      | Fluminense | 2–0            | Flamengo         | Campeonato Carioca                                                          | Campo da Rua Guanabara         | Rio de Janeiro        |       |     | 3     |
| 15  | 15 de novembro de 1917  | Flamengo   | 3–3            | Fluminense       | Amistoso                                                                    | Rua Paysandu                   | Rio de Janeiro        |       | 4   |       |
| 16  | 23 de dezembro de 1917  | Flamengo   | 2–2            | Fluminense       | Campeonato Carioca                                                          | Rua Paysandu                   | Rio de Janeiro        |       | 5   |       |
| —   | 21 de março de 1918     | Fluminense | 1–0            | Flamengo         | Torneio Início do Campeonato Carioca                                        | Campo da Rua General Severiano | Rio de Janeiro        |       |     |       |
| 17  | 23 de junho de 1918     | Flamengo   | 0–3            | Fluminense       | Campeonato Carioca/Taça Brazilo Liga Esperantista: 1918                     | Rua Paysandu                   | Rio de Janeiro        |       |     | 4     |
| 18  | 6 de outubro de 1918    | Fluminense | 2–2            | Flamengo         | Campeonato Carioca                                                          | Campo da Rua General Severiano | Rio de Janeiro        |       | 6   |       |
| 19  | 24 de agosto de 1919    | Flamengo   | 1–3            | Fluminense       | Campeonato Carioca                                                          | Rua Paysandu                   | Rio de Janeiro        |       |     | 5     |
| 20  | 21 de dezembro de 1919  | Fluminense | 4–0            | Flamengo         | Campeonato Carioca/Taça Colombo                                             | Laranjeiras                    | Rio de Janeiro        |       |     | 6     |
| 21  | 23 de maio de 1920      | Flamengo   | 2–1            | Fluminense       | Campeonato Carioca                                                          | Rua Paysandu                   | Rio de Janeiro        | 9     |     |       |
| 22  | 19 de dezembro de 1920  | Fluminense | 2–2            | Flamengo         | Campeonato Carioca                                                          | Laranjeiras                    | Rio de Janeiro        |       | 7   |       |
| 23  | 29 de maio de 1921      | Fluminense | 3–4            | Flamengo         | Campeonato Carioca                                                          | Laranjeiras                    | Rio de Janeiro        | 10    |     |       |
| 24  | 7 de agosto de 1921     | Flamengo   | 1–1            | Fluminense       | Campeonato Carioca                                                          | Rua Paysandu                   | Rio de Janeiro        |       | 8   |       |
| —   | 26 de março de 1922     | Flamengo   | 1–0            | Fluminense       | Torneio Início do Campeonato Carioca                                        | Laranjeiras                    | Rio de Janeiro        |       |     |       |
| 25  | 13 de maio de 1922      | Flamengo   | 0–1            | Fluminense       | Campeonato Carioca                                                          | Rua Paysandu                   | Rio de Janeiro        |       |     | 7     |
| 26  | 25 de junho de 1922     | Fluminense | 1–1            | Flamengo         | Campeonato Carioca                                                          | Campo da Rua General Severiano | Rio de Janeiro        |       | 9   |       |
| 27  | 13 de maio de 1923      | Flamengo   | 1–1            | Fluminense       | Campeonato Carioca                                                          | Rua Paysandu                   | Rio de Janeiro        |       | 10  |       |
| 28  | 14 de julho de 1923     | Fluminense | 2–2            | Flamengo         | Campeonato Carioca                                                          | Laranjeiras                    | Rio de Janeiro        |       | 11  |       |
| —   | 27 de abril de 1924     | Fluminense | 1–0            | Flamengo         | Torneio Início do Campeonato Carioca                                        | Laranjeiras                    | Rio de Janeiro        |       |     |       |
| 29  | 15 de junho de 1924     | Flamengo   | 1–1            | Fluminense       | Campeonato Carioca                                                          | Rua Paysandu                   | Rio de Janeiro        |       | 12  |       |
| 30  | 20 de setembro de 1924  | Fluminense | 2–4            | Flamengo         | Campeonato Carioca                                                          | Laranjeiras                    | Rio de Janeiro        | 11    |     |       |
| 31  | 14 de junho de 1925     | Fluminense | 3–1            | Flamengo         | Campeonato Carioca                                                          | Laranjeiras                    | Rio de Janeiro        |       |     | 8     |
| 32  | 8 de novembro de 1925   | Flamengo   | 1–1            | Fluminense       | Campeonato Carioca                                                          | Rua Paysandu                   | Rio de Janeiro        |       | 13  |       |
| 33  | 20 de junho de 1926     | Flamengo   | 1–1            | Fluminense       | Campeonato Carioca                                                          | Rua Paysandu                   | Rio de Janeiro        |       | 14  |       |
| 34  | 19 de setembro de 1926  | Fluminense | 0–2            | Flamengo         | Campeonato Carioca                                                          | Laranjeiras                    | Rio de Janeiro        | 12    |     |       |
| 35  | 12 de junho de 1927     | Fluminense | 0–1            | Flamengo         | Campeonato Carioca                                                          | Laranjeiras                    | Rio de Janeiro        | 13    |     |       |
| 36  | 21 de agosto de 1927    | Flamengo   | 1–1            | Fluminense       | Campeonato Carioca                                                          | Rua Paysandu                   | Rio de Janeiro        |       | 15  |       |
| 37  | 27 de maio de 1928      | Flamengo   | 1–4            | Fluminense       | Campeonato Carioca                                                          | Rua Paysandu                   | Rio de Janeiro        |       |     | 9     |
| 38  | 23 de setembro de 1928  | Fluminense | 2–3            | Flamengo         | Campeonato Carioca                                                          | Laranjeiras                    | Rio de Janeiro        | 14    |     |       |
| —   | 31 de março de 1929     | Fluminense | 0–0 (2–0 esc.) | Flamengo         | Torneio Início do Campeonato Carioca                                        | São Januário                   | Rio de Janeiro        |       |     |       |
| 39  | 9 de junho de 1929      | Fluminense | 1–0            | Flamengo         | Campeonato Carioca                                                          | Laranjeiras                    | Rio de Janeiro        |       |     | 10    |
| 40  | 6 de outubro de 1929    | Flamengo   | 0–1            | Fluminense       | Campeonato Carioca                                                          | Rua Paysandu                   | Rio de Janeiro        |       |     | 11    |
| 41  | 1 de junho de 1930      | Flamengo   | 0–1            | Fluminense       | Campeonato Carioca                                                          | Rua Paysandu                   | Rio de Janeiro        |       |     | 12    |
| 42  | 1 de agosto de 1930     | Fluminense | 2–4            | Flamengo         | Amistoso                                                                    | Laranjeiras                    | Rio de Janeiro        | 15    |     |       |
| 43  | 23 de novembro de 1930  | Fluminense | 2–0            | Flamengo         | Campeonato Carioca                                                          | Laranjeiras                    | Rio de Janeiro        |       |     | 13    |
| 44  | 27 de setembro de 1931  | Fluminense | 2–1            | Flamengo         | Campeonato Carioca                                                          | Laranjeiras                    | Rio de Janeiro        |       |     | 14    |
| 45  | 20 de dezembro de 1931  | Flamengo   | 1–0            | Fluminense       | Campeonato Carioca                                                          | Rua Paysandu                   | Rio de Janeiro        | 16    |     |       |
| 46  | 3 de julho de 1932      | Flamengo   | 4–0            | Fluminense       | Campeonato Carioca                                                          | Rua Paysandu                   | Rio de Janeiro        | 17    |     |       |
| 47  | 2 de outubro de 1932    | Fluminense | 1–1            | Flamengo         | Campeonato Carioca                                                          | Laranjeiras                    | Rio de Janeiro        |       | 16  |       |
| 48  | 1 de junho de 1933      | Fluminense | 1–2            | Flamengo         | Amistoso                                                                    | Laranjeiras                    | Rio de Janeiro        | 18    |     |       |
| —   | 10 de junho de 1933     | Fluminense | 2–2            | Flamengo         | Campeonato Carioca de Amadores                                              | Laranjeiras                    | Rio de Janeiro        |       |     |       |
| 49  | 10 de junho de 1933     | Fluminense | 1–3            | Flamengo         | Torneio Rio-São Paulo/Campeonato Carioca                                    | Laranjeiras                    | Rio de Janeiro        | 19    |     |       |
| —   | 13 de agosto de 1933    | Fluminense | 3–1            | Flamengo         | Campeonato Carioca de Amadores                                              | Laranjeiras                    | Rio de Janeiro        |       |     |       |
| 50  | 17 de setembro de 1933  | Fluminense | 2–0            | Flamengo         | Torneio Rio-São Paulo/Campeonato Carioca                                    | Laranjeiras                    | Rio de Janeiro        |       |     | 15    |
| 51  | 8 de abril de 1934      | Fluminense | 1–3            | Flamengo         | Campeonato Carioca                                                          | Laranjeiras                    | Rio de Janeiro        | 20    |     |       |
| 52  | 10 de junho de 1934     | Flamengo   | 2–2            | Fluminense       | Campeonato Carioca                                                          | Laranjeiras                    | Rio de Janeiro        |       | 17  |       |
| 53  | 13 de junho de 1934     | Fluminense | 3–2            | Flamengo         | Amistoso                                                                    | Laranjeiras                    | Rio de Janeiro        |       |     | 16    |
| 54  | 26 de agosto de 1934    | Fluminense | 2–0            | Flamengo         | Amistoso                                                                    | Laranjeiras                    | Rio de Janeiro        |       |     | 17    |
| 55  | 23 de setembro de 1934  | Fluminense | 0–2            | Flamengo         | Torneio Extra                                                               | Laranjeiras                    | Rio de Janeiro        | 21    |     |       |
| 56  | 21 de outubro de 1934   | Flamengo   | 2–1            | Fluminense       | Torneio Extra                                                               | Laranjeiras                    | Rio de Janeiro        | 22    |     |       |
| 57  | 10 de fevereiro de 1935 | Flamengo   | 2–1            | Fluminense       | Torneio Extra                                                               | Campos Sales                   | Rio de Janeiro        | 23    |     |       |
| 58  | 23 de junho de 1935     | Flamengo   | 0–0            | Fluminense       | Torneio Aberto                                                              | Laranjeiras                    | Rio de Janeiro        |       | 18  |       |
| 59  | 21 de julho de 1935     | Fluminense | 2–2            | Flamengo         | Campeonato Carioca                                                          | Laranjeiras                    | Rio de Janeiro        |       | 19  |       |
| 60  | 1 de setembro de 1935   | Flamengo   | 1–3            | Fluminense       | Campeonato Carioca                                                          | Laranjeiras                    | Rio de Janeiro        |       |     | 18    |
| 61  | 13 de outubro de 1935   | Flamengo   | 1–2            | Fluminense       | Campeonato Carioca                                                          | Campos Sales                   | Rio de Janeiro        |       |     | 19    |
| 62  | 15 de novembro de 1935  | Fluminense | 2–1            | Flamengo         | Taças Fla-Flu e Arnaldo Guinle                                              | Laranjeiras                    | Rio de Janeiro        |       |     | 20    |
| 63  | 21 de maio de 1936      | Fluminense | 2–2            | Flamengo         | Amistoso                                                                    | Laranjeiras                    | Rio de Janeiro        |       | 20  |       |
| 64  | 16 de agosto de 1936    | Fluminense | 2–2            | Flamengo         | Torneio Aberto                                                              | Laranjeiras                    | Rio de Janeiro        |       | 21  |       |
| 65  | 13 de setembro de 1936  | Fluminense | 1–1            | Flamengo         | Torneio Aberto                                                              | Laranjeiras                    | Rio de Janeiro        |       | 22  |       |
| 66  | 20 de setembro de 1936  | Fluminense | 0–1            | Flamengo         | Torneio Aberto                                                              | Laranjeiras                    | Rio de Janeiro        | 24    |     |       |
| 67  | 11 de outubro de 1936   | Flamengo   | 2–0            | Fluminense       | Campeonato Carioca/Taça Gardano                                             | Laranjeiras                    | Rio de Janeiro        | 25    |     |       |
| 68  | 28 de outubro de 1936   | Fluminense | 2–1            | Flamengo         | Campeonato Carioca/Taça Gardano/Taça Imprensa/Taça Julio de La Mare         | Laranjeiras                    | Rio de Janeiro        |       |     | 21    |
| 69  | 22 de novembro de 1936  | Fluminense | 1–1            | Flamengo         | Campeonato Carioca/Taça Gardano                                             | Laranjeiras                    | Rio de Janeiro        |       | 23  |       |
| 70  | 20 de dezembro de 1936  | Fluminense | 2–2            | Flamengo         | Campeonato Carioca/Taça Gardano                                             | Laranjeiras                    | Rio de Janeiro        |       | 24  |       |
| 71  | 23 de dezembro de 1936  | Fluminense | 4–1            | Flamengo         | Campeonato Carioca/Taça Gardano                                             | Laranjeiras                    | Rio de Janeiro        |       |     | 22    |
| 72  | 27 de dezembro de 1936  | Fluminense | 1–1            | Flamengo         | Campeonato Carioca/Taça Gardano                                             | Laranjeiras                    | Rio de Janeiro        |       | 25  |       |
| 73  | 27 de junho de 1937     | Fluminense | 4–3            | Flamengo         | Amistoso                                                                    | Laranjeiras                    | Rio de Janeiro        |       |     | 23    |
| 74  | 27 de julho de 1937     | Fluminense | 4–1            | Flamengo         | Torneio Aberto                                                              | Laranjeiras                    | Rio de Janeiro        |       |     | 24    |
| 75  | 27 de novembro de 1937  | Fluminense | 1–0            | Flamengo         | Campeonato Carioca/Taça Gardano                                             | Laranjeiras                    | Rio de Janeiro        |       |     | 25    |
| 76  | 26 de janeiro de 1938   | Flamengo   | 1–1            | Fluminense       | Campeonato Carioca/Taça Gardano                                             | Laranjeiras                    | Rio de Janeiro        |       | 26  |       |
| —   | 10 de abril de 1938     | Fluminense | 1–0            | Flamengo         | Torneio Início do Campeonato Carioca                                        | Laranjeiras                    | Rio de Janeiro        |       |     |       |
| 77  | 8 de maio de 1938       | Fluminense | 1–0            | Flamengo         | Torneio Municipal                                                           | Laranjeiras                    | Rio de Janeiro        |       |     | 26    |
| 78  | 10 de julho de 1938     | Flamengo   | 0–3            | Fluminense       | Torneio Municipal                                                           | Laranjeiras                    | Rio de Janeiro        |       |     | 27    |
| 79  | 11 de setembro de 1938  | Flamengo   | 0–2            | Fluminense       | Campeonato Carioca/Taça Gardano/Taça Marcos C. de Mendonça                  | Gávea                          | Rio de Janeiro        |       |     | 28    |
| 80  | 20 de novembro de 1938  | Fluminense | 2–5            | Flamengo         | Campeonato Carioca/Taça Gardano                                             | Laranjeiras                    | Rio de Janeiro        | 26    |     |       |
| —   | 14 de maio de 1939      | Fluminense | 4–1            | Flamengo         | Campeonato Carioca de Amadores                                              | Laranjeiras                    | Rio de Janeiro        |       |     |       |
| 81  | 14 de maio de 1939      | Fluminense | 2–2            | Flamengo         | Campeonato Carioca                                                          | Laranjeiras                    | Rio de Janeiro        |       | 27  |       |
| —   | 5 de agosto de 1939     | Flamengo   | 1–1            | Fluminense       | Campeonato Carioca de Amadores                                              | São Januário                   | Rio de Janeiro        |       |     |       |
| 82  | 5 de agosto de 1939     | Flamengo   | 2–1            | Fluminense       | Campeonato Carioca                                                          | São Januário                   | Rio de Janeiro        | 27    |     |       |
| 83  | 4 de novembro de 1939   | Flamengo   | 2–1            | Fluminense       | Campeonato Carioca                                                          | São Januário                   | Rio de Janeiro        | 28    |     |       |
| 84  | 2 de junho de 1940      | Fluminense | 1–2            | Flamengo         | Campeonato Carioca                                                          | São Januário                   | Rio de Janeiro        | 29    |     |       |
| 85  | 3 de agosto de 1940     | Fluminense | 2–1            | Flamengo         | Torneio Rio-São Paulo/Campeonato Carioca                                    | Laranjeiras                    | Rio de Janeiro        |       |     | 29    |
| 86  | 30 de outubro de 1940   | Flamengo   | 2–1            | Fluminense       | Campeonato Carioca                                                          | Gávea                          | Rio de Janeiro        | 30    |     |       |
| 87  | 25 de janeiro de 1941   | Fluminense | 3–2            | Flamengo         | Amistoso                                                                    | Campos Sales                   | Rio de Janeiro        |       |     | 30    |
| 88  | 20 de abril de 1941     | Fluminense | 1–1            | Flamengo         | Amistoso                                                                    | Laranjeiras                    | Rio de Janeiro        |       | 28  |       |
| —   | 27 de abril de 1941     | Fluminense | 1–1 (2–0 esc.) | Flamengo         | Torneio Início do Campeonato Carioca                                        | General Severiano              | Rio de Janeiro        |       |     |       |
| 89  | 25 de maio de 1941      | Fluminense | 1–3            | Flamengo         | Campeonato Carioca                                                          | Laranjeiras                    | Rio de Janeiro        | 31    |     |       |
| 90  | 27 de julho de 1941     | Flamengo   | 4–1            | Fluminense       | Campeonato Carioca                                                          | Gávea                          | Rio de Janeiro        | 32    |     |       |
| 91  | 19 de outubro de 1941   | Fluminense | 4–2            | Flamengo         | Campeonato Carioca/Torneio Extra                                            | Laranjeiras                    | Rio de Janeiro        |       |     | 31    |
| 92  | 23 de novembro de 1941  | Flamengo   | 2–2            | Fluminense       | Campeonato Carioca                                                          | Gávea                          | Rio de Janeiro        |       | 29  |       |
| 93  | 12 de março de 1942     | Flamengo   | 0–0            | Fluminense       | Torneio Quinela de Ouro                                                     | Pacaembu                       | São Paulo             |       | 30  |       |
| 94  | 7 de junho de 1942      | Flamengo   | 1–2            | Fluminense       | Campeonato Carioca                                                          | São Januário                   | Rio de Janeiro        |       |     | 32    |
| 95  | 9 de agosto de 1942     | Flamengo   | 1–0            | Fluminense       | Campeonato Carioca                                                          | Gávea                          | Rio de Janeiro        | 33    |     |       |
| 96  | 11 de outubro de 1942   | Fluminense | 1–1            | Flamengo         | Campeonato Carioca                                                          | Laranjeiras                    | Rio de Janeiro        |       | 31  |       |
| 97  | 15 de novembro de 1942  | Fluminense | 1–1            | Flamengo         | Amistoso                                                                    | Laranjeiras                    | Rio de Janeiro        |       | 32  |       |
| 98  | 24 de março de 1943     | Fluminense | 5–1            | Flamengo         | Torneio Relâmpago                                                           | São Januário                   | Rio de Janeiro        |       |     | 33    |
| 99  | 4 de abril de 1943      | Fluminense | 0–1            | Flamengo         | Amistoso                                                                    | Laranjeiras                    | Rio de Janeiro        | 34    |     |       |
| 100 | 8 de maio de 1943       | Fluminense | 3–1            | Flamengo         | Torneio Municipal                                                           | São Januário                   | Rio de Janeiro        |       |     | 34    |
| 101 | 11 de julho de 1943     | Fluminense | 0–2            | Flamengo         | Campeonato Carioca                                                          | Laranjeiras                    | Rio de Janeiro        | 35    |     |       |
| 102 | 12 de setembro de 1943  | Flamengo   | 2–2            | Fluminense       | Campeonato Carioca                                                          | Gávea                          | Rio de Janeiro        |       | 33  |       |
| 103 | 12 de março de 1944     | Flamengo   | 3–1            | Fluminense       | Torneio Relâmpago                                                           | General Severiano              | Rio de Janeiro        | 36    |     |       |
| 104 | 17 de junho de 1944     | Fluminense | 1–0            | Flamengo         | Torneio Municipal                                                           | São Januário                   | Rio de Janeiro        |       |     | 35    |
| 105 | 19 de agosto de 1944    | Fluminense | 0–0            | Flamengo         | Campeonato Carioca                                                          | Laranjeiras                    | Rio de Janeiro        |       | 34  |       |
| 106 | 22 de outubro de 1944   | Flamengo   | 6–1            | Fluminense       | Campeonato Carioca                                                          | Gávea                          | Rio de Janeiro        | 37    |     |       |
| 107 | 11 de abril de 1945     | Fluminense | 4–0            | Flamengo         | Torneio Relâmpago                                                           | São Januário                   | Rio de Janeiro        |       |     | 36    |
| 108 | 10 de junho de 1945     | Flamengo   | 7–0            | Fluminense       | Torneio Municipal                                                           | São Januário                   | Rio de Janeiro        | 38    |     |       |
| 109 | 9 de setembro de 1945   | Flamengo   | 2–1            | Fluminense       | Campeonato Carioca                                                          | Gávea                          | Rio de Janeiro        | 39    |     |       |
| 110 | 10 de novembro de 1945  | Fluminense | 1–1            | Flamengo         | Campeonato Carioca                                                          | Laranjeiras                    | Rio de Janeiro        |       | 35  |       |
| 111 | 17 de março de 1946     | Flamengo   | 2–3            | Fluminense       | Torneio Relâmpago                                                           | São Januário                   | Rio de Janeiro        |       |     | 37    |
| 112 | 15 de junho de 1946     | Fluminense | 3–1            | Flamengo         | Torneio Municipal                                                           | São Januário                   | Rio de Janeiro        |       |     | 38    |
| 113 | 1 de setembro de 1946   | Fluminense | 2–5            | Flamengo         | Campeonato Carioca                                                          | Laranjeiras                    | Rio de Janeiro        | 40    |     |       |
| 114 | 10 de novembro de 1946  | Flamengo   | 2–5            | Fluminense       | Campeonato Carioca                                                          | Gávea                          | Rio de Janeiro        |       |     | 39    |
| 115 | 16 de novembro de 1946  | Fluminense | 1–1            | Flamengo         | Campeonato Carioca                                                          | São Januário                   | Rio de Janeiro        |       | 36  |       |
| 116 | 7 de dezembro de 1946   | Fluminense | 4–1            | Flamengo         | Campeonato Carioca                                                          | São Januário                   | Rio de Janeiro        |       |     | 40    |
| 117 | 1 de junho de 1947      | Flamengo   | 2–1            | Fluminense       | Torneio Municipal                                                           | General Severiano              | Rio de Janeiro        | 41    |     |       |
| 118 | 13 de julho de 1947     | Flamengo   | 1–1            | Fluminense       | Amistoso                                                                    | Ilha do Retiro                 | Recife                |       | 37  |       |
| 119 | 21 de setembro de 1947  | Fluminense | 3–3            | Flamengo         | Campeonato Carioca                                                          | Laranjeiras                    | Rio de Janeiro        |       | 38  |       |
| 120 | 6 de dezembro de 1947   | Flamengo   | 1–1            | Fluminense       | Campeonato Carioca                                                          | Gávea                          | Rio de Janeiro        |       | 39  |       |
| 121 | 23 de maio de 1948      | Fluminense | 1–1            | Flamengo         | Torneio Municipal                                                           | São Januário                   | Rio de Janeiro        |       | 40  |       |
| 122 | 29 de agosto de 1948    | Fluminense | 1–1            | Flamengo         | Campeonato Carioca                                                          | Laranjeiras                    | Rio de Janeiro        |       | 41  |       |
| 123 | 21 de novembro de 1948  | Flamengo   | 2–1            | Fluminense       | Campeonato Carioca                                                          | Gávea                          | Rio de Janeiro        | 42    |     |       |
| 124 | 6 de janeiro de 1949    | Flamengo   | 2–5            | Fluminense       | Taça Pref. Acrisio Moreira da Rocha                                         | Presidente Vargas              | Fortaleza             |       |     | 41    |
| 125 | 8 de janeiro de 1949    | Flamengo   | 5–0            | Fluminense       | Amistoso                                                                    | Campo da Graça                 | Salvador              | 43    |     |       |
| 126 | 18 de maio de 1949      | Fluminense | 0–3            | Flamengo         | Amistoso                                                                    | Laranjeiras                    | Rio de Janeiro        | 44    |     |       |
| 127 | 5 de junho de 1949      | Flamengo   | 1–1            | Fluminense       | Amistoso                                                                    | Estádio da Montanha            | Porto Alegre          |       | 42  |       |
| 128 | 11 de setembro de 1949  | Fluminense | 2–1            | Flamengo         | Campeonato Carioca                                                          | Laranjeiras                    | Rio de Janeiro        |       |     | 42    |
| 129 | 4 de dezembro de 1949   | Flamengo   | 1–1            | Fluminense       | Campeonato Carioca                                                          | Gávea                          | Rio de Janeiro        |       | 43  |       |
| 130 | 24 de janeiro de 1950   | Flamengo   | 2–1            | Fluminense       | Torneio Rio-São Paulo                                                       | São Januário                   | Rio de Janeiro        | 45    |     |       |
| 131 | 22 de outubro de 1950   | Flamengo   | 1–2            | Fluminense       | Campeonato Carioca                                                          | Maracanã                       | Rio de Janeiro        |       |     | 43    |
| 132 | 13 de janeiro de 1951   | Flamengo   | 5–2            | Fluminense       | Campeonato Carioca                                                          | Maracanã                       | Rio de Janeiro        | 46    |     |       |
| 133 | 26 de maio de 1951      | Fluminense | 2–1            | Flamengo         | Torneio Municipal                                                           | São Januário                   | Rio de Janeiro        |       |     | 44    |
| —   | 29 de julho de 1951     | Flamengo   | 2–0            | Fluminense       | Torneio Início do Campeonato Carioca                                        | Maracanã                       | Rio de Janeiro        |       |     |       |
| 134 | 14 de outubro de 1951   | Flamengo   | 0–1            | Fluminense       | Campeonato Carioca                                                          | Maracanã                       | Rio de Janeiro        |       |     | 45    |
| 135 | 25 de novembro de 1951  | Fluminense | 1–0            | Flamengo         | Campeonato Carioca/Taça Madalena Copello                                    | Maracanã                       | Rio de Janeiro        |       |     | 46    |
| 136 | 19 de março de 1952     | Flamengo   | 2–3            | Fluminense       | Torneio Rio-São Paulo                                                       | Maracanã                       | Rio de Janeiro        |       |     | 47    |
| 137 | 5 de outubro de 1952    | Fluminense | 0–3            | Flamengo         | Campeonato Carioca                                                          | Maracanã                       | Rio de Janeiro        | 47    |     |       |
| 138 | 20 de janeiro de 1953   | Flamengo   | 3–1            | Fluminense       | Campeonato Carioca                                                          | Maracanã                       | Rio de Janeiro        | 48    |     |       |
| 139 | 17 de maio de 1953      | Fluminense | 1–1            | Flamengo         | Torneio Rio-São Paulo                                                       | Maracanã                       | Rio de Janeiro        |       | 44  |       |
| 140 | 16 de agosto de 1953    | Fluminense | 3–2            | Flamengo         | Campeonato Carioca                                                          | Maracanã                       | Rio de Janeiro        |       |     | 48    |
| 141 | 6 de dezembro de 1953   | Flamengo   | 2–1            | Fluminense       | Campeonato Carioca                                                          | Maracanã                       | Rio de Janeiro        | 49    |     |       |
| 142 | 22 de dezembro de 1953  | Flamengo   | 2–1            | Fluminense       | Campeonato Carioca                                                          | Maracanã                       | Rio de Janeiro        | 50    |     |       |
| —   | 24 de abril de 1954     | Flamengo   | 3–2            | Fluminense       | Amistoso de Aspirantes                                                      | Campo Amaral Peixoto           | São Fidélis           |       |     |       |
| 143 | 23 de junho de 1954     | Fluminense | 1–0            | Flamengo         | Torneio Rio-São Paulo                                                       | Maracanã                       | Rio de Janeiro        |       |     | 49    |
| 144 | 1 de agosto de 1954     | Flamengo   | 5–2            | Fluminense       | Torneio Triangular Internacional do Rio de Janeiro                          | Maracanã                       | Rio de Janeiro        | 51    |     |       |
| —   | 15 de agosto de 1954    | Fluminense | 1–0            | Flamengo         | Torneio Início do Campeonato Carioca                                        | Maracanã                       | Rio de Janeiro        |       |     |       |
| 145 | 24 de outubro de 1954   | Fluminense | 0–0            | Flamengo         | Campeonato Carioca                                                          | Maracanã                       | Rio de Janeiro        |       | 45  |       |
| 146 | 19 de dezembro de 1954  | Flamengo   | 0–3            | Fluminense       | Campeonato Carioca                                                          | Maracanã                       | Rio de Janeiro        |       |     | 50    |
| 147 | 30 de janeiro de 1955   | Fluminense | 3–3            | Flamengo         | Campeonato Carioca                                                          | Maracanã                       | Rio de Janeiro        |       | 46  |       |
| 148 | 14 de abril de 1955     | Flamengo   | 1–3            | Fluminense       | Torneio Rio-São Paulo                                                       | Maracanã                       | Rio de Janeiro        |       |     | 51    |
| —   | 6 de junho de 1955      | Fluminense | 2–0            | Flamengo         | Torneio Pentagonal de Aspirantes                                            | Laranjeiras                    | Rio de Janeiro        |       |     |       |
| 149 | 11 de setembro de 1955  | Flamengo   | 1–2            | Fluminense       | Campeonato Carioca                                                          | Maracanã                       | Rio de Janeiro        |       |     | 52    |
| 150 | 18 de dezembro de 1955  | Fluminense | 1–6            | Flamengo         | Campeonato Carioca                                                          | Maracanã                       | Rio de Janeiro        | 52    |     |       |
| 151 | 29 de fevereiro de 1956 | Fluminense | 3–2            | Flamengo         | Campeonato Carioca                                                          | Maracanã                       | Rio de Janeiro        |       |     | 53    |
| 152 | 16 de setembro de 1956  | Fluminense | 0–1            | Flamengo         | Campeonato Carioca                                                          | Maracanã                       | Rio de Janeiro        | 53    |     |       |
| 153 | 9 de dezembro de 1956   | Flamengo   | 1–0            | Fluminense       | Campeonato Carioca                                                          | Maracanã                       | Rio de Janeiro        | 54    |     |       |
| 154 | 1 de maio de 1957       | Flamengo   | 4–1            | Fluminense       | Taça Brasília                                                               | São Januário                   | Rio de Janeiro        | 55    |     |       |
| 155 | 16 de maio de 1957      | Flamengo   | 1–2            | Fluminense       | Torneio Rio-São Paulo                                                       | Maracanã                       | Rio de Janeiro        |       |     | 54    |
| 156 | 8 de setembro de 1957   | Flamengo   | 1–3            | Fluminense       | Campeonato Carioca                                                          | Maracanã                       | Rio de Janeiro        |       |     | 55    |
| 157 | 8 de dezembro de 1957   | Fluminense | 2–1            | Flamengo         | Campeonato Carioca                                                          | Maracanã                       | Rio de Janeiro        |       |     | 56    |
| 158 | 27 de março de 1958     | Fluminense | 0–1            | Flamengo         | Torneio Rio-São Paulo                                                       | Maracanã                       | Rio de Janeiro        | 56    |     |       |
| 159 | 27 de setembro de 1958  | Flamengo   | 2–1            | Fluminense       | Campeonato Carioca                                                          | Maracanã                       | Rio de Janeiro        | 57    |     |       |
| 160 | 3 de novembro de 1958   | Fluminense | 3–1            | Flamengo         | Campeonato Carioca                                                          | Maracanã                       | Rio de Janeiro        |       |     | 57    |
| 161 | 23 de abril de 1959     | Flamengo   | 2–0            | Fluminense       | Torneio Rio-São Paulo                                                       | Maracanã                       | Rio de Janeiro        | 58    |     |       |
| 162 | 23 de agosto de 1959    | Flamengo   | 0–0            | Fluminense       | Campeonato Carioca                                                          | Maracanã                       | Rio de Janeiro        |       | 47  |       |
| 163 | 22 de novembro de 1959  | Fluminense | 2–0            | Flamengo         | Campeonato Carioca                                                          | Maracanã                       | Rio de Janeiro        |       |     | 58    |
| 164 | 6 de abril de 1960      | Fluminense | 1–2            | Flamengo         | Torneio Rio-São Paulo                                                       | Maracanã                       | Rio de Janeiro        | 59    |     |       |
| —   | 17 de julho de 1960     | Fluminense | 0–0 (6–3 pen)  | Flamengo         | Torneio Início do Campeonato Carioca                                        | Maracanã                       | Rio de Janeiro        |       |     |       |
| 165 | 11 de setembro de 1960  | Flamengo   | 1–1            | Fluminense       | Campeonato Carioca                                                          | Maracanã                       | Rio de Janeiro        |       | 48  |       |
| 166 | 20 de novembro de 1960  | Fluminense | 1–3            | Flamengo         | Campeonato Carioca                                                          | Maracanã                       | Rio de Janeiro        | 60    |     |       |
| 167 | 16 de março de 1961     | Flamengo   | 0–2            | Fluminense       | Torneio Rio-São Paulo                                                       | Maracanã                       | Rio de Janeiro        |       |     | 59    |
| —   | 11 de junho de 1961     | Flamengo   | 1–3            | Fluminense       | Amistoso de Aspirantes                                                      | Gávea                          | Rio de Janeiro        |       |     |       |
| 168 | 20 de agosto de 1961    | Fluminense | 4–3            | Flamengo         | Campeonato Carioca                                                          | Maracanã                       | Rio de Janeiro        |       |     | 60    |
| 169 | 1 de outubro de 1961    | Flamengo   | 0–0            | Fluminense       | Campeonato Carioca                                                          | São Januário                   | Rio de Janeiro        |       | 49  |       |
| 170 | 2 de dezembro de 1961   | Fluminense | 1–4            | Flamengo         | Campeonato Carioca                                                          | Maracanã                       | Rio de Janeiro        | 61    |     |       |
| 171 | 15 de fevereiro de 1962 | Fluminense | 0–1            | Flamengo         | Torneio Rio-São Paulo                                                       | Maracanã                       | Rio de Janeiro        | 62    |     |       |
| 172 | 29 de julho de 1962     | Flamengo   | 1–0            | Fluminense       | Campeonato Carioca                                                          | Maracanã                       | Rio de Janeiro        | 63    |     |       |
| 173 | 28 de outubro de 1962   | Fluminense | 0–1            | Flamengo         | Campeonato Carioca                                                          | Maracanã                       | Rio de Janeiro        | 64    |     |       |
| 174 | 14 de março de 1963     | Flamengo   | 2–0            | Fluminense       | Torneio Rio-São Paulo                                                       | Maracanã                       | Rio de Janeiro        | 65    |     |       |
| 175 | 22 de setembro de 1963  | Fluminense | 0–0            | Flamengo         | Campeonato Carioca                                                          | Maracanã                       | Rio de Janeiro        |       | 50  |       |
| 176 | 15 de dezembro de 1963  | Flamengo   | 0–0            | Fluminense       | Campeonato Carioca                                                          | Maracanã                       | Rio de Janeiro        |       | 51  |       |
| 177 | 22 de abril de 1964     | Fluminense | 1–1            | Flamengo         | Torneio Rio-São Paulo                                                       | Maracanã                       | Rio de Janeiro        |       | 52  |       |
| —   | 11 de junho de 1964     | Flamengo   | 3–1            | Fluminense       | Torneio Quadrangular — Homenagem ao Cinquentenário do Goytacaz (Aspirantes) | Godofredo Cruz                 | Campos dos Goytacazes |       |     |       |
| 178 | 2 de agosto de 1964     | Fluminense | 1–0            | Flamengo         | Campeonato Carioca                                                          | Maracanã                       | Rio de Janeiro        |       |     | 61    |
| 179 | 18 de outubro de 1964   | Flamengo   | 3–3            | Fluminense       | Campeonato Carioca                                                          | Maracanã                       | Rio de Janeiro        |       | 53  |       |
| —   | 17 de março de 1965     | Flamengo   | 1–0            | Fluminense       | Amistoso de Aspirantes                                                      | Maracanã                       | Rio de Janeiro        |       |     |       |
| 180 | 17 de março de 1965     | Flamengo   | 1–0            | Fluminense       | Torneio Rio-São Paulo                                                       | Maracanã                       | Rio de Janeiro        | 66    |     |       |
| 181 | 28 de abril de 1965     | Fluminense | 0–0            | Flamengo         | Torneio Rio-São Paulo                                                       | Maracanã                       | Rio de Janeiro        |       | 54  |       |
| 182 | 8 de agosto de 1965     | Flamengo   | 0–0            | Fluminense       | Taça Guanabara                                                              | Maracanã                       | Rio de Janeiro        |       | 55  |       |
| 183 | 1 de setembro de 1965   | Fluminense | 2–2            | Flamengo         | Taça Guanabara                                                              | Laranjeiras                    | Rio de Janeiro        |       | 56  |       |
| —   | 7 de setembro de 1965   | Fluminense | 2–2 (4–3 pen)  | Flamengo         | Torneio Início do Campeonato Carioca                                        | Maracanã                       | Rio de Janeiro        |       |     |       |
| 184 | 24 de outubro de 1965   | Fluminense | 0–0            | Flamengo         | Campeonato Carioca                                                          | Maracanã                       | Rio de Janeiro        |       | 57  |       |
| 185 | 12 de dezembro de 1965  | Flamengo   | 2–1            | Fluminense       | Campeonato Carioca                                                          | Maracanã                       | Rio de Janeiro        | 67    |     |       |
| —   | 12 de março de 1966     | Flamengo   | 1–1            | Fluminense       | Torneio Noel Guimarães de Aspirantes                                        | Maracanã                       | Rio de Janeiro        |       |     |       |
| 186 | 20 de março de 1966     | Fluminense | 1–4            | Flamengo         | Torneio Rio-São Paulo                                                       | Maracanã                       | Rio de Janeiro        | 68    |     |       |
| 187 | 11 de junho de 1966     | Flamengo   | 3–2            | Fluminense       | Amistoso                                                                    | Pedro Ludovico                 | Goiânia               | 69    |     |       |
| 188 | 28 de agosto de 1966    | Flamengo   | 2–2            | Fluminense       | Taça Guanabara                                                              | Maracanã                       | Rio de Janeiro        |       | 58  |       |
| 189 | 7 de setembro de 1966   | Fluminense | 3–1            | Flamengo         | Taça Guanabara/Taça Independência                                           | Maracanã                       | Rio de Janeiro        |       |     | 62    |
| 190 | 23 de outubro de 1966   | Fluminense | 0–2            | Flamengo         | Campeonato Carioca                                                          | Maracanã                       | Rio de Janeiro        | 70    |     |       |
| 191 | 27 de novembro de 1966  | Flamengo   | 1–1            | Fluminense       | Campeonato Carioca                                                          | Maracanã                       | Rio de Janeiro        |       | 59  |       |
| —   | 7 de maio de 1967       | Fluminense | 1–2            | Flamengo         | Torn. Renato Estelita de Aspirantes                                         | Maracanã                       | Rio de Janeiro        |       |     |       |
| 192 | 13 de maio de 1967      | Flamengo   | 1–1            | Fluminense       | Torneio Roberto Gomes Pedrosa                                               | Maracanã                       | Rio de Janeiro        |       | 60  |       |
| —   | 14 de maio de 1967      | Flamengo   | 1–1            | Fluminense       | Torn. Renato Estelita de Aspirantes                                         | Maracanã                       | Rio de Janeiro        |       |     |       |
| 193 | 4 de agosto de 1967     | Fluminense | 1–2            | Flamengo         | Taça Guanabara                                                              | Maracanã                       | Rio de Janeiro        | 71    |     |       |
| 194 | 29 de outubro de 1967   | Flamengo   | 3–1            | Fluminense       | Campeonato Carioca                                                          | Maracanã                       | Rio de Janeiro        | 72    |     |       |
| 195 | 16 de dezembro de 1967  | Fluminense | 1–4            | Flamengo         | Campeonato Carioca                                                          | Maracanã                       | Rio de Janeiro        | 73    |     |       |
| 196 | 20 de abril de 1968     | Flamengo   | 4–2            | Fluminense       | Campeonato Carioca                                                          | Maracanã                       | Rio de Janeiro        | 74    |     |       |
| 197 | 5 de maio de 1968       | Fluminense | 0–1            | Flamengo         | Campeonato Carioca                                                          | Maracanã                       | Rio de Janeiro        | 75    |     |       |
| 198 | 11 de agosto de 1968    | Flamengo   | 2–1            | Fluminense       | Taça Guanabara                                                              | Maracanã                       | Rio de Janeiro        | 76    |     |       |
| 199 | 13 de outubro de 1968   | Fluminense | 1–0            | Flamengo         | Torneio Roberto Gomes Pedrosa                                               | Maracanã                       | Rio de Janeiro        |       |     | 63    |
| 200 | 1 de maio de 1969       | Fluminense | 0–0            | Flamengo         | Campeonato Carioca                                                          | Maracanã                       | Rio de Janeiro        |       | 61  |       |
| 201 | 15 de junho de 1969     | Fluminense | 3–2            | Flamengo         | Campeonato Carioca/Taça Fadel Fadel                                         | Maracanã                       | Rio de Janeiro        |       |     | 64    |
| 202 | 27 de julho de 1969     | Flamengo   | 2–1            | Fluminense       | Taça Guanabara                                                              | Maracanã                       | Rio de Janeiro        | 77    |     |       |
| 203 | 10 de agosto de 1969    | Fluminense | 0–0            | Flamengo         | Taça Guanabara                                                              | Maracanã                       | Rio de Janeiro        |       | 62  |       |
| 204 | 28 de setembro de 1969  | Flamengo   | 1–4            | Fluminense       | Torneio Roberto Gomes Pedrosa                                               | Maracanã                       | Rio de Janeiro        |       |     | 65    |
| 205 | 19 de abril de 1970     | Fluminense | 0–1            | Flamengo         | Taça Guanabara                                                              | Maracanã                       | Rio de Janeiro        | 78    |     |       |
| 206 | 31 de maio de 1970      | Flamengo   | 1–1            | Fluminense       | Taça Guanabara                                                              | Maracanã                       | Rio de Janeiro        |       | 63  |       |
| 207 | 2 de agosto de 1970     | Fluminense | 2–0            | Flamengo         | Campeonato Carioca                                                          | Maracanã                       | Rio de Janeiro        |       |     | 66    |
| 208 | 6 de setembro de 1970   | Flamengo   | 0–2            | Fluminense       | Campeonato Carioca/Taça Independência                                       | Maracanã                       | Rio de Janeiro        |       |     | 67    |
| 209 | 22 de novembro de 1970  | Fluminense | 1–1            | Flamengo         | Torneio Roberto Gomes Pedrosa                                               | Maracanã                       | Rio de Janeiro        |       | 64  |       |
| 210 | 4 de abril de 1971      | Flamengo   | 0–0            | Fluminense       | Campeonato Carioca                                                          | Maracanã                       | Rio de Janeiro        |       | 65  |       |
| 211 | 15 de maio de 1971      | Flamengo   | 1–1            | Fluminense       | Campeonato Carioca                                                          | Maracanã                       | Rio de Janeiro        |       | 66  |       |
| 212 | 20 de junho de 1971     | Flamengo   | 0–2            | Fluminense       | Campeonato Carioca                                                          | Maracanã                       | Rio de Janeiro        |       |     | 68    |
| 213 | 1 de agosto de 1971     | Fluminense | 3–1            | Flamengo         | Taça Guanabara                                                              | Maracanã                       | Rio de Janeiro        |       |     | 69    |
| 214 | 10 de outubro de 1971   | Flamengo   | 0–1            | Fluminense       | Campeonato Brasileiro                                                       | Maracanã                       | Rio de Janeiro        |       |     | 70    |
| 215 | 28 de novembro de 1971  | Flamengo   | 0–0            | Fluminense       | Amistoso                                                                    | Batistão                       | Aracaju               |       | 67  |       |
| 216 | 12 de dezembro de 1971  | Fluminense | 4–1            | Flamengo         | Amistoso                                                                    | Maracanã                       | Rio de Janeiro        |       |     | 71    |
| 217 | 23 de abril de 1972     | Flamengo   | 5–2            | Fluminense       | Campeonato Carioca/Final da Taça Guanabara                                  | Maracanã                       | Rio de Janeiro        | 79    |     |       |
| 218 | 23 de julho de 1972     | Fluminense | 1–0            | Flamengo         | Campeonato Carioca/Taça Fadel Fadel (Final do 2º Turno)                     | Maracanã                       | Rio de Janeiro        |       |     | 72    |
| 219 | 27 de agosto de 1972    | Flamengo   | 0–0            | Fluminense       | Campeonato Carioca                                                          | Maracanã                       | Rio de Janeiro        |       | 68  |       |
| 220 | 7 de setembro de 1972   | Fluminense | 1–2            | Flamengo         | Campeonato Carioca/Taça Sesquicentenário da Independência do Brasil         | Maracanã                       | Rio de Janeiro        | 80    |     |       |
| 221 | 29 de outubro de 1972   | Flamengo   | 0–1            | Fluminense       | Campeonato Brasileiro                                                       | Maracanã                       | Rio de Janeiro        |       |     | 73    |
| 222 | 1 de maio de 1973       | Fluminense | 1–2            | Flamengo         | Campeonato Carioca                                                          | Maracanã                       | Rio de Janeiro        | 81    |     |       |
| 223 | 15 de julho de 1973     | Flamengo   | 0–0            | Fluminense       | Campeonato Carioca                                                          | Maracanã                       | Rio de Janeiro        |       | 69  |       |
| 224 | 29 de julho de 1973     | Fluminense | 1–0            | Flamengo         | Campeonato Carioca                                                          | Maracanã                       | Rio de Janeiro        |       |     | 74    |
| 225 | 22 de agosto de 1973    | Fluminense | 4–2            | Flamengo         | Campeonato Carioca/Taça O Globo                                             | Maracanã                       | Rio de Janeiro        |       |     | 75    |
| 226 | 2 de dezembro de 1973   | Fluminense | 2–1            | Flamengo         | Campeonato Brasileiro                                                       | Maracanã                       | Rio de Janeiro        |       |     | 76    |
| 227 | 27 de janeiro de 1974   | Flamengo   | 0–0 (4–5 pen)  | Fluminense (pen) | Taça Presidente Médici                                                      | Pelezão                        | Brasília              |       | 70  |       |
| 228 | 19 de maio de 1974      | Flamengo   | 0–0            | Fluminense       | Campeonato Brasileiro                                                       | Maracanã                       | Rio de Janeiro        |       | 71  |       |
| 229 | 1 de setembro de 1974   | Fluminense | 2–1            | Flamengo         | Campeonato Carioca/Taça Colmeia                                             | Maracanã                       | Rio de Janeiro        |       |     | 77    |
| 230 | 1 de novembro de 1974   | Flamengo   | 0–0            | Fluminense       | Campeonato Carioca                                                          | Maracanã                       | Rio de Janeiro        |       | 72  |       |
| 231 | 30 de novembro de 1974  | Fluminense | 1–2            | Flamengo         | Campeonato Carioca                                                          | Maracanã                       | Rio de Janeiro        | 82    |     |       |
| 232 | 23 de fevereiro de 1975 | Flamengo   | 0–0 (5–4 pen)  | Fluminense       | Troféu João Havelange                                                       | Maracanã                       | Rio de Janeiro        |       | 73  |       |
| 233 | 12 de abril de 1975     | Fluminense | 1–1            | Flamengo         | Campeonato Carioca                                                          | Maracanã                       | Rio de Janeiro        |       | 74  |       |
| 234 | 18 de maio de 1975      | Flamengo   | 2–1            | Fluminense       | Campeonato Carioca                                                          | Maracanã                       | Rio de Janeiro        | 83    |     |       |
| 235 | 3 de agosto de 1975     | Fluminense | 1–2            | Flamengo         | Campeonato Carioca                                                          | Maracanã                       | Rio de Janeiro        | 84    |     |       |
| 236 | 2 de novembro de 1975   | Flamengo   | 0–3            | Fluminense       | Campeonato Brasileiro                                                       | Maracanã                       | Rio de Janeiro        |       |     | 78    |
| 237 | 7 de março de 1976      | Fluminense | 1–4            | Flamengo         | Taça Nelson Rodrigues                                                       | Maracanã                       | Rio de Janeiro        | 85    |     |       |
| 238 | 16 de maio de 1976      | Flamengo   | 0–0            | Fluminense       | Campeonato Carioca                                                          | Maracanã                       | Rio de Janeiro        |       | 75  |       |
| 239 | 18 de julho de 1976     | Fluminense | 1–1            | Flamengo         | Campeonato Carioca                                                          | Maracanã                       | Rio de Janeiro        |       | 76  |       |
| 240 | 1 de agosto de 1976     | Flamengo   | 1–1            | Fluminense       | Campeonato Carioca                                                          | Maracanã                       | Rio de Janeiro        |       | 77  |       |
| 241 | 7 de novembro de 1976   | Fluminense | 1–0            | Flamengo         | Campeonato Brasileiro                                                       | Maracanã                       | Rio de Janeiro        |       |     | 79    |
| 242 | 5 de fevereiro de 1977  | Flamengo   | 3–1            | Fluminense       | Amistoso                                                                    | Maracanã                       | Rio de Janeiro        | 86    |     |       |
| 243 | 22 de maio de 1977      | Fluminense | 0–2            | Flamengo         | Campeonato Carioca                                                          | Maracanã                       | Rio de Janeiro        | 87    |     |       |
| 244 | 25 de junho de 1977     | Flamengo   | 1–2            | Fluminense       | Taça Prefeito Mello Reis                                                    | José Procópio                  | Juiz de Fora          |       |     | 80    |
| 245 | 28 de agosto de 1977    | Flamengo   | 2–0            | Fluminense       | Campeonato Carioca                                                          | Maracanã                       | Rio de Janeiro        | 88    |     |       |
| 246 | 15 de novembro de 1977  | Fluminense | 2–1            | Flamengo         | Campeonato Brasileiro                                                       | Maracanã                       | Rio de Janeiro        |       |     | 81    |
| 247 | 26 de março de 1978     | Flamengo   | 1–0            | Fluminense       | Campeonato Brasileiro                                                       | Maracanã                       | Rio de Janeiro        | 89    |     |       |
| 248 | 12 de agosto de 1978    | Flamengo   | 0–0 (3–1 pen)  | Fluminense       | Troféu Teresa Herrera                                                       | Riazor                         | La Coruña, Espanha    |       | 78  |       |
| 249 | 15 de outubro de 1978   | Flamengo   | 0–2            | Fluminense       | Campeonato Carioca/Final da Taça Guanabara                                  | Maracanã                       | Rio de Janeiro        |       |     | 82    |
| 250 | 5 de novembro de 1978   | Flamengo   | 4–0            | Fluminense       | Campeonato Carioca                                                          | Maracanã                       | Rio de Janeiro        | 90    |     |       |
| 251 | 10 de dezembro de 1978  | Fluminense | 1–2            | Flamengo         | Amistoso                                                                    | Maracanã                       | Rio de Janeiro        | 91    |     |       |
| 252 | 11 de março de 1979     | Flamengo   | 1–1            | Fluminense       | Campeonato Carioca                                                          | Maracanã                       | Rio de Janeiro        |       | 79  |       |
| 253 | 22 de abril de 1979     | Fluminense | 1–1            | Flamengo         | Campeonato Carioca                                                          | Maracanã                       | Rio de Janeiro        |       | 80  |       |
| 254 | 24 de junho de 1979     | Flamengo   | 2–1            | Fluminense       | Campeonato Carioca                                                          | Maracanã                       | Rio de Janeiro        | 92    |     |       |
| 255 | 23 de setembro de 1979  | Fluminense | 0–1            | Flamengo         | Campeonato Carioca/Taça Inocêncio Pereira Leal (Final do 2º turno)          | Maracanã                       | Rio de Janeiro        | 93    |     |       |
| 256 | 14 de outubro de 1979   | Flamengo   | 0–3            | Fluminense       | Campeonato Carioca                                                          | Maracanã                       | Rio de Janeiro        |       |     | 83    |
| 257 | 13 de julho de 1980     | Fluminense | 0–2            | Flamengo         | Taça Guanabara                                                              | Maracanã                       | Rio de Janeiro        | 94    |     |       |
| 258 | 14 de setembro de 1980  | Flamengo   | 1–1            | Fluminense       | Campeonato Carioca                                                          | Maracanã                       | Rio de Janeiro        |       | 81  |       |
| 259 | 2 de novembro de 1980   | Fluminense | 2–2            | Flamengo         | Campeonato Carioca                                                          | Maracanã                       | Rio de Janeiro        |       | 82  |       |
| 260 | 28 de junho de 1981     | Fluminense | 2–1            | Flamengo         | Campeonato Carioca                                                          | Maracanã                       | Rio de Janeiro        |       |     | 84    |
| 261 | 7 de setembro de 1981   | Fluminense | 1–1            | Flamengo         | Campeonato Carioca                                                          | Maracanã                       | Rio de Janeiro        |       | 83  |       |
| 262 | 15 de novembro de 1981  | Flamengo   | 3–1            | Fluminense       | Campeonato Carioca                                                          | Maracanã                       | Rio de Janeiro        | 95    |     |       |
| 263 | 29 de agosto de 1982    | Flamengo   | 3–0            | Fluminense       | Campeonato Carioca                                                          | Maracanã                       | Rio de Janeiro        | 96    |     |       |
| 264 | 31 de outubro de 1982   | Fluminense | 1–0            | Flamengo         | Campeonato Carioca                                                          | Maracanã                       | Rio de Janeiro        |       |     | 85    |
| 265 | 17 de julho de 1983     | Flamengo   | 0–0            | Fluminense       | Campeonato Carioca                                                          | Maracanã                       | Rio de Janeiro        |       | 84  |       |
| 266 | 2 de outubro de 1983    | Fluminense | 1–2            | Flamengo         | Campeonato Carioca                                                          | Maracanã                       | Rio de Janeiro        | 97    |     |       |
| 267 | 11 de dezembro de 1983  | Fluminense | 1–0            | Flamengo         | Campeonato Carioca                                                          | Maracanã                       | Rio de Janeiro        |       |     | 86    |
| 268 | 23 de setembro de 1984  | Flamengo   | 1–0            | Fluminense       | Campeonato Carioca/Final da Taça Guanabara                                  | Maracanã                       | Rio de Janeiro        | 98    |     |       |
| 269 | 1 de dezembro de 1984   | Fluminense | 2–1            | Flamengo         | Campeonato Carioca                                                          | Maracanã                       | Rio de Janeiro        |       |     | 87    |
| 270 | 16 de dezembro de 1984  | Fluminense | 1–0            | Flamengo         | Campeonato Carioca                                                          | Maracanã                       | Rio de Janeiro        |       |     | 88    |
| 271 | 27 de fevereiro de 1985 | Flamengo   | 0–0            | Fluminense       | Campeonato Brasileiro                                                       | Maracanã                       | Rio de Janeiro        |       | 85  |       |
| 272 | 7 de abril de 1985      | Fluminense | 1–1            | Flamengo         | Campeonato Brasileiro                                                       | Maracanã                       | Rio de Janeiro        |       | 86  |       |
| 273 | 22 de setembro de 1985  | Flamengo   | 0–0            | Fluminense       | Campeonato Carioca                                                          | Maracanã                       | Rio de Janeiro        |       | 87  |       |
| 274 | 17 de novembro de 1985  | Fluminense | 1–1            | Flamengo         | Campeonato Carioca                                                          | Maracanã                       | Rio de Janeiro        |       | 88  |       |
| 275 | 11 de dezembro de 1985  | Flamengo   | 1–1            | Fluminense       | Campeonato Carioca                                                          | Maracanã                       | Rio de Janeiro        |       | 89  |       |
| 276 | 16 de fevereiro de 1986 | Fluminense | 1–4            | Flamengo         | Campeonato Carioca                                                          | Maracanã                       | Rio de Janeiro        | 99    |     |       |
| 277 | 13 de julho de 1986     | Flamengo   | 1–0            | Fluminense       | Campeonato Carioca                                                          | Maracanã                       | Rio de Janeiro        | 100   |     |       |
| 278 | 19 de outubro de 1986   | Fluminense | 0–0            | Flamengo         | Campeonato Brasileiro                                                       | Maracanã                       | Rio de Janeiro        |       | 90  |       |
| 279 | 30 de novembro de 1986  | Flamengo   | 0–1            | Fluminense       | Campeonato Brasileiro                                                       | Maracanã                       | Rio de Janeiro        |       |     | 89    |
| 280 | 5 de abril de 1987      | Fluminense | 0–0            | Flamengo         | Campeonato Carioca                                                          | Maracanã                       | Rio de Janeiro        |       | 91  |       |
| 281 | 21 de junho de 1987     | Fluminense | 1–1            | Flamengo         | Campeonato Carioca                                                          | Caio Martins                   | Niterói               |       | 92  |       |
| 282 | 27 de julho de 1987     | Flamengo   | 1–0            | Fluminense       | Campeonato Carioca                                                          | Maracanã                       | Rio de Janeiro        | 101   |     |       |
| 283 | 4 de outubro de 1987    | Fluminense | 1–0            | Flamengo         | Campeonato Brasileiro                                                       | Maracanã                       | Rio de Janeiro        |       |     | 90    |
| 284 | 27 de março de 1988     | Flamengo   | 0–1            | Fluminense       | Campeonato Carioca                                                          | Maracanã                       | Rio de Janeiro        |       |     | 91    |
| 285 | 22 de maio de 1988      | Fluminense | 0–0            | Flamengo         | Campeonato Carioca                                                          | Maracanã                       | Rio de Janeiro        |       | 93  |       |
| 286 | 4 de junho de 1988      | Flamengo   | 0–0            | Fluminense       | Campeonato Carioca                                                          | Maracanã                       | Rio de Janeiro        |       | 94  |       |
| 287 | 30 de novembro de 1988  | Fluminense | 0–1            | Flamengo         | Campeonato Brasileiro                                                       | Maracanã                       | Rio de Janeiro        | 102   |     |       |
| 288 | 9 de abril de 1989      | Flamengo   | 4–0            | Fluminense       | Campeonato Carioca / Troféu Clássico das Multidões                          | Maracanã                       | Rio de Janeiro        | 103   |     |       |
| 289 | 4 de junho de 1989      | Fluminense | 0–1            | Flamengo         | Campeonato Carioca/Troféu Seis Anos da TV Manchete                          | Maracanã                       | Rio de Janeiro        | 104   |     |       |
| 290 | 2 de dezembro de 1989   | Fluminense | 0–5            | Flamengo         | Campeonato Brasileiro                                                       | Municipal                      | Juiz de Fora          | 105   |     |       |
| 291 | 4 de fevereiro de 1990  | Flamengo   | 1–1            | Fluminense       | Campeonato Carioca                                                          | Maracanã                       | Rio de Janeiro        |       | 95  |       |
| 292 | 8 de abril de 1990      | Fluminense | 1–0            | Flamengo         | Campeonato Carioca                                                          | Maracanã                       | Rio de Janeiro        |       |     | 92    |
| 293 | 21 de outubro de 1990   | Fluminense | 1–2            | Flamengo         | Campeonato Brasileiro                                                       | Municipal                      | Juiz de Fora          | 106   |     |       |
| 294 | 7 de abril de 1991      | Flamengo   | 2–1            | Fluminense       | Campeonato Brasileiro                                                       | Maracanã                       | Rio de Janeiro        | 107   |     |       |
| 295 | 23 de junho de 1991     | Fluminense | 1–2            | Flamengo         | Copa Rio                                                                    | Maracanã                       | Rio de Janeiro        | 108   |     |       |
| 296 | 1 de setembro de 1991   | Flamengo   | 1–2            | Fluminense       | Campeonato Carioca                                                          | Maracanã                       | Rio de Janeiro        |       |     | 93    |
| 297 | 10 de novembro de 1991  | Fluminense | 0–0            | Flamengo         | Campeonato Carioca                                                          | Maracanã                       | Rio de Janeiro        |       | 96  |       |
| 298 | 15 de dezembro de 1991  | Flamengo   | 1–1            | Fluminense       | Campeonato Carioca                                                          | Maracanã                       | Rio de Janeiro        |       | 97  |       |
| 299 | 19 de dezembro de 1991  | Fluminense | 2–4            | Flamengo         | Campeonato Carioca                                                          | Maracanã                       | Rio de Janeiro        | 109   |     |       |
| 300 | 19 de abril de 1992     | Flamengo   | 1–1            | Fluminense       | Campeonato Brasileiro                                                       | Maracanã                       | Rio de Janeiro        |       | 98  |       |
| 301 | 20 de julho de 1992     | Flamengo   | 1–2            | Fluminense       | Copa Rio                                                                    | Luso Brasileiro                | Rio de Janeiro        |       |     | 94    |
| 302 | 20 de setembro de 1992  | Fluminense | 1–2            | Flamengo         | Campeonato Carioca                                                          | São Januário                   | Rio de Janeiro        | 110   |     |       |
| 303 | 22 de novembro de 1992  | Flamengo   | 0–1            | Fluminense       | Campeonato Carioca                                                          | Ítalo del Cima                 | Rio de Janeiro        |       |     | 95    |
| 304 | 14 de março de 1993     | Fluminense | 2–1            | Flamengo         | Campeonato Carioca                                                          | Maracanã                       | Rio de Janeiro        |       |     | 96    |
| 305 | 25 de abril de 1993     | Flamengo   | 3–2            | Fluminense       | Campeonato Carioca                                                          | Maracanã                       | Rio de Janeiro        | 111   |     |       |
| 306 | 23 de junho de 1993     | Fluminense | 1–1            | Flamengo         | Torneio Rio-São Paulo                                                       | Maracanã                       | Rio de Janeiro        |       | 99  |       |
| 307 | 13 de julho de 1993     | Fluminense | 3–2            | Flamengo         | Torneio Rio-São Paulo                                                       | Caio Martins                   | Niterói               |       |     | 97    |
| 308 | 1 de outubro de 1993    | Fluminense | 1–1            | Flamengo         | Copa Rio                                                                    | Laranjeiras                    | Rio de Janeiro        |       | 100 |       |
| 309 | 13 de março de 1994     | Fluminense | 4–2            | Flamengo         | Campeonato Carioca                                                          | Maracanã                       | Rio de Janeiro        |       |     | 98    |
| 310 | 8 de abril de 1994      | Fluminense | 1–3            | Flamengo         | Campeonato Carioca                                                          | Maracanã                       | Rio de Janeiro        | 112   |     |       |
| 311 | 8 de maio de 1994       | Fluminense | 2–0            | Flamengo         | Campeonato Carioca/Taça Ayrton Senna                                        | Maracanã                       | Rio de Janeiro        |       |     | 99    |
| 312 | 16 de novembro de 1994  | Fluminense | 3–0            | Flamengo         | Campeonato Brasileiro                                                       | Maracanã                       | Rio de Janeiro        |       |     | 100   |
| 313 | 12 de fevereiro de 1995 | Fluminense | 0–0            | Flamengo         | Campeonato Carioca                                                          | Maracanã                       | Rio de Janeiro        |       | 101 |       |
| 314 | 12 de março de 1995     | Fluminense | 3–1            | Flamengo         | Campeonato Carioca                                                          | Maracanã                       | Rio de Janeiro        |       |     | 101   |
| 315 | 30 de abril de 1995     | Fluminense | 4–3            | Flamengo         | Campeonato Carioca                                                          | Maracanã                       | Rio de Janeiro        |       |     | 102   |
| 316 | 25 de junho de 1995     | Fluminense | 3–2            | Flamengo         | Campeonato Carioca                                                          | Maracanã                       | Rio de Janeiro        |       |     | 103   |
| 317 | 18 de outubro de 1995   | Flamengo   | 0–0            | Fluminense       | Campeonato Brasileiro                                                       | Amigão                         | Campina Grande        |       | 102 |       |
| 318 | 11 de fevereiro de 1996 | Fluminense | 1–2            | Flamengo         | Taça Cidade Maravilhosa                                                     | Maracanã                       | Rio de Janeiro        | 113   |     |       |
| 319 | 21 de abril de 1996     | Fluminense | 2–2            | Flamengo         | Campeonato Carioca                                                          | Maracanã                       | Rio de Janeiro        |       | 103 |       |
| 320 | 16 de junho de 1996     | Fluminense | 0–1            | Flamengo         | Campeonato Carioca                                                          | Maracanã                       | Rio de Janeiro        | 114   |     |       |
| 321 | 17 de novembro de 1996  | Fluminense | 1–3            | Flamengo         | Campeonato Brasileiro                                                       | Maracanã                       | Rio de Janeiro        | 115   |     |       |
| 322 | 16 de março de 1997     | Fluminense | 1–1            | Flamengo         | Campeonato Carioca                                                          | Maracanã                       | Rio de Janeiro        |       | 104 |       |
| 323 | 20 de abril de 1997     | Fluminense | 3–2            | Flamengo         | Campeonato Carioca                                                          | Maracanã                       | Rio de Janeiro        |       |     | 104   |
| 324 | 17 de maio de 1997      | Fluminense | 2–0            | Flamengo         | Campeonato Carioca                                                          | Maracanã                       | Rio de Janeiro        |       |     | 105   |
| 325 | 7 de junho de 1997      | Flamengo   | 2–1            | Fluminense       | Torneio Quadrangular de Brasília                                            | Mané Garrincha                 | Brasília              | 116   |     |       |
| 326 | 11 de setembro de 1997  | Fluminense | 1–2            | Flamengo         | Campeonato Brasileiro                                                       | Maracanã                       | Rio de Janeiro        | 117   |     |       |
| 327 | 31 de janeiro de 1998   | Flamengo   | 0–0            | Fluminense       | Torneio Rio-São Paulo                                                       | Mané Garrincha                 | Brasília              |       | 105 |       |
| 328 | 14 de fevereiro de 1998 | Flamengo   | 2–2            | Fluminense       | Torneio Rio-São Paulo                                                       | Mané Garrincha                 | Brasília              |       | 106 |       |
| 329 | 22 de março de 1998     | Fluminense | 0–0            | Flamengo         | Campeonato Carioca                                                          | Maracanã                       | Rio de Janeiro        |       | 107 |       |
| —   | 13 de maio de 1998      | Flamengo   | W.O duplo      | Fluminense       | Campeonato Carioca                                                          | Moça Bonita                    | Rio de Janeiro        |       |     |       |
| 330 | 20 de janeiro de 1999   | Flamengo   | 5–3            | Fluminense       | Troféu São Sebastião do Rio de Janeiro                                      | Maracanã                       | Rio de Janeiro        | 118   |     |       |
| 331 | 4 de abril de 1999      | Fluminense | 1–1            | Flamengo         | Campeonato Carioca                                                          | Maracanã                       | Rio de Janeiro        |       | 108 |       |
| 332 | 23 de maio de 1999      | Fluminense | 2–0            | Flamengo         | Campeonato Carioca                                                          | Maracanã                       | Rio de Janeiro        |       |     | 106   |
| 333 | 20 de janeiro de 2000   | Flamengo   | 1–0            | Fluminense       | Troféu São Sebastião do Rio de Janeiro                                      | Maracanã                       | Rio de Janeiro        | 119   |     |       |
| 334 | 16 de abril de 2000     | Flamengo   | 2–1            | Fluminense       | Campeonato Carioca                                                          | Maracanã                       | Rio de Janeiro        | 120   |     |       |
| 335 | 7 de maio de 2000       | Fluminense | 2–3            | Flamengo         | Campeonato Carioca                                                          | Maracanã                       | Rio de Janeiro        | 121   |     |       |
| 336 | 5 de novembro de 2000   | Flamengo   | 1–1            | Fluminense       | Campeonato Brasileiro                                                       | Maracanã                       | Rio de Janeiro        |       | 109 |       |
| 337 | 3 de março de 2001      | Flamengo   | 1–1 (5–3 pen)  | Fluminense       | Campeonato Carioca                                                          | Maracanã                       | Rio de Janeiro        |       | 110 |       |
| 338 | 6 de maio de 2001       | Flamengo   | 2–0            | Fluminense       | Campeonato Carioca                                                          | Maracanã                       | Rio de Janeiro        | 122   |     |       |
| 339 | 3 de novembro de 2001   | Flamengo   | 0–1            | Fluminense       | Campeonato Brasileiro                                                       | Maracanã                       | Rio de Janeiro        |       |     | 107   |
| 340 | 21 de março de 2002     | Flamengo   | 0–0            | Fluminense       | Campeonato Carioca                                                          | Rua Bariri                     | Rio de Janeiro        |       | 111 |       |
| 341 | 7 de abril de 2002      | Fluminense | 2–1            | Flamengo         | Torneio Rio-São Paulo                                                       | Maracanã                       | Rio de Janeiro        |       |     | 108   |
| 342 | 5 de maio de 2002       | Fluminense | 1–2            | Flamengo         | Campeonato Carioca                                                          | Maracanã                       | Rio de Janeiro        | 123   |     |       |
| 343 | 9 de junho de 2002      | Flamengo   | 1–4            | Fluminense       | Campeonato Carioca                                                          | Maracanã                       | Rio de Janeiro        |       |     | 109   |
| 344 | 4 de setembro de 2002   | Flamengo   | 5–2            | Fluminense       | Campeonato Brasileiro                                                       | Maracanã                       | Rio de Janeiro        | 124   |     |       |
| 345 | 9 de fevereiro de 2003  | Flamengo   | 0–3            | Fluminense       | Campeonato Carioca                                                          | Maracanã                       | Rio de Janeiro        |       |     | 110   |
| 346 | 8 de março de 2003      | Fluminense | 1–1            | Flamengo         | Campeonato Carioca                                                          | Maracanã                       | Rio de Janeiro        |       | 112 |       |
| 347 | 15 de março de 2003     | Fluminense | 4–0            | Flamengo         | Campeonato Carioca                                                          | Maracanã                       | Rio de Janeiro        |       |     | 111   |
| 348 | 13 de abril de 2003     | Flamengo   | 4–1            | Fluminense       | Campeonato Brasileiro                                                       | Maracanã                       | Rio de Janeiro        | 125   |     |       |
| 349 | 17 de agosto de 2003    | Fluminense | 0–1            | Flamengo         | Campeonato Brasileiro                                                       | Maracanã                       | Rio de Janeiro        | 126   |     |       |
| 350 | 1 de fevereiro de 2004  | Flamengo   | 4–3            | Fluminense       | Campeonato Carioca                                                          | Maracanã                       | Rio de Janeiro        | 127   |     |       |
| 351 | 21 de fevereiro de 2004 | Flamengo   | 3–2            | Fluminense       | Campeonato Carioca                                                          | Maracanã                       | Rio de Janeiro        | 128   |     |       |
| 352 | 23 de maio de 2004      | Flamengo   | 1–2            | Fluminense       | Campeonato Brasileiro                                                       | Maracanã                       | Rio de Janeiro        |       |     | 112   |
| 353 | 12 de setembro de 2004  | Fluminense | 2–1            | Flamengo         | Campeonato Brasileiro                                                       | Maracanã                       | Rio de Janeiro        |       |     | 113   |
| 354 | 5 de fevereiro de 2005  | Fluminense | 2–2            | Flamengo         | Campeonato Carioca                                                          | Maracanã                       | Rio de Janeiro        |       | 113 |       |
| 355 | 3 de abril de 2005      | Fluminense | 4–1            | Flamengo         | Campeonato Carioca/Final da Taça Rio                                        | Maracanã                       | Rio de Janeiro        |       |     | 114   |
| 356 | 29 de maio de 2005      | Flamengo   | 0–0            | Fluminense       | Campeonato Brasileiro                                                       | Raulino de Oliveira            | Volta Redonda         |       | 114 |       |
| 357 | 21 de setembro de 2005  | Flamengo   | 2–2            | Fluminense       | Campeonato Brasileiro                                                       | Raulino de Oliveira            | Volta Redonda         |       | 115 |       |
| 358 | 29 de janeiro de 2006   | Fluminense | 2–2            | Flamengo         | Campeonato Carioca                                                          | Maracanã                       | Rio de Janeiro        |       | 116 |       |
| 359 | 28 de maio de 2006      | Fluminense | 1–0            | Flamengo         | Campeonato Brasileiro                                                       | Maracanã                       | Rio de Janeiro        |       |     | 115   |
| 360 | 4 de outubro de 2006    | Flamengo   | 4–1            | Fluminense       | Campeonato Brasileiro                                                       | Maracanã                       | Rio de Janeiro        | 129   |     |       |
| 361 | 29 de março de 2007     | Fluminense | 2–1            | Flamengo         | Campeonato Carioca                                                          | Maracanã                       | Rio de Janeiro        |       |     | 116   |
| 362 | 16 de agosto de 2007    | Fluminense | 0–1            | Flamengo         | Campeonato Brasileiro                                                       | Maracanã                       | Rio de Janeiro        | 130   |     |       |
| 363 | 7 de outubro de 2007    | Flamengo   | 0–2            | Fluminense       | Campeonato Brasileiro                                                       | Maracanã                       | Rio de Janeiro        |       |     | 117   |
| 364 | 10 de fevereiro de 2008 | Flamengo   | 1–4            | Fluminense       | Campeonato Carioca                                                          | Maracanã                       | Rio de Janeiro        |       |     | 118   |
| 365 | 1 de junho de 2008      | Fluminense | 0–1            | Flamengo         | Campeonato Brasileiro                                                       | Maracanã                       | Rio de Janeiro        | 131   |     |       |
| 366 | 31 de agosto de 2008    | Flamengo   | 2–2            | Fluminense       | Campeonato Brasileiro                                                       | Maracanã                       | Rio de Janeiro        |       | 117 |       |
| 367 | 5 de abril de 2009      | Flamengo   | 1–1            | Fluminense       | Campeonato Carioca                                                          | Maracanã                       | Rio de Janeiro        |       | 118 |       |
| 368 | 12 de abril de 2009     | Flamengo   | 1–0            | Fluminense       | Campeonato Carioca                                                          | Maracanã                       | Rio de Janeiro        | 132   |     |       |
| 369 | 28 de junho de 2009     | Fluminense | 0–0            | Flamengo         | Campeonato Brasileiro                                                       | Maracanã                       | Rio de Janeiro        |       | 119 |       |
| 370 | 12 de agosto de 2009    | Fluminense | 0–0            | Flamengo         | Copa Sul-Americana                                                          | Maracanã                       | Rio de Janeiro        |       | 120 |       |
| 371 | 26 de agosto de 2009    | Flamengo   | 1–1            | Fluminense       | Copa Sul-Americana                                                          | Maracanã                       | Rio de Janeiro        |       | 121 |       |
| 372 | 4 de outubro de 2009    | Flamengo   | 2–0            | Fluminense       | Campeonato Brasileiro                                                       | Maracanã                       | Rio de Janeiro        | 133   |     |       |
| 373 | 31 de janeiro de 2010   | Flamengo   | 5–3            | Fluminense       | Campeonato Carioca                                                          | Maracanã                       | Rio de Janeiro        | 134   |     |       |
| 374 | 26 de maio de 2010      | Fluminense | 2–1            | Flamengo         | Campeonato Brasileiro                                                       | Maracanã                       | Rio de Janeiro        |       |     | 119   |
| 375 | 19 de setembro de 2010  | Flamengo   | 3–3            | Fluminense       | Campeonato Brasileiro                                                       | Engenhão                       | Rio de Janeiro        |       | 122 |       |
| 376 | 13 de março de 2011     | Fluminense | 0–0            | Flamengo         | Campeonato Carioca                                                          | Engenhão                       | Rio de Janeiro        |       | 123 |       |
| 377 | 24 de abril de 2011     | Fluminense | 1–1 (4–5 pen)  | Flamengo         | Campeonato Carioca                                                          | Engenhão                       | Rio de Janeiro        |       | 124 |       |
| 378 | 10 de julho de 2011     | Fluminense | 0–1            | Flamengo         | Campeonato Brasileiro                                                       | Engenhão                       | Rio de Janeiro        | 135   |     |       |
| 379 | 9 de outubro de 2011    | Flamengo   | 3–2            | Fluminense       | Campeonato Brasileiro                                                       | Engenhão                       | Rio de Janeiro        | 136   |     |       |
| 380 | 11 de março de 2012     | Flamengo   | 2–0            | Fluminense       | Campeonato Carioca                                                          | Engenhão                       | Rio de Janeiro        | 137   |     |       |
| 381 | 8 de julho de 2012      | Fluminense | 1–0            | Flamengo         | Campeonato Brasileiro                                                       | Engenhão                       | Rio de Janeiro        |       |     | 120   |
| 382 | 30 de setembro de 2012  | Flamengo   | 0–1            | Fluminense       | Campeonato Brasileiro                                                       | Engenhão                       | Rio de Janeiro        |       |     | 121   |
| 383 | 14 de abril de 2013     | Flamengo   | 3–1            | Fluminense       | Campeonato Carioca                                                          | Raulino de Oliveira            | Volta Redonda         | 138   |     |       |
| 384 | 11 de agosto de 2013    | Fluminense | 2–3            | Flamengo         | Campeonato Brasileiro                                                       | Maracanã                       | Rio de Janeiro        | 139   |     |       |
| 385 | 3 de novembro de 2013   | Flamengo   | 1–0            | Fluminense       | Campeonato Brasileiro                                                       | Maracanã                       | Rio de Janeiro        | 140   |     |       |
| 386 | 8 de fevereiro de 2014  | Flamengo   | 0–3            | Fluminense       | Campeonato Carioca                                                          | Maracanã                       | Rio de Janeiro        |       |     | 122   |
| 387 | 11 de maio de 2014      | Fluminense | 2–0            | Flamengo         | Campeonato Brasileiro                                                       | Maracanã                       | Rio de Janeiro        |       |     | 123   |
| 388 | 21 de setembro de 2014  | Flamengo   | 1–1            | Fluminense       | Campeonato Brasileiro                                                       | Maracanã                       | Rio de Janeiro        |       | 125 |       |
| 389 | 5 de abril de 2015      | Flamengo   | 3–0            | Fluminense       | Campeonato Carioca                                                          | Maracanã                       | Rio de Janeiro        | 141   |     |       |
| 390 | 31 de maio de 2015      | Flamengo   | 2–3            | Fluminense       | Campeonato Brasileiro                                                       | Maracanã                       | Rio de Janeiro        |       |     | 124   |
| 391 | 6 de setembro de 2015   | Fluminense | 1–3            | Flamengo         | Campeonato Brasileiro                                                       | Maracanã                       | Rio de Janeiro        | 142   |     |       |
| 392 | 21 de fevereiro de 2016 | Flamengo   | 2–1            | Fluminense       | Campeonato Carioca                                                          | Mané Garrincha                 | Brasília              | 143   |     |       |
| 393 | 20 de março de 2016     | Flamengo   | 0–0            | Fluminense       | Campeonato Carioca                                                          | Pacaembu                       | São Paulo             |       | 126 |       |
| 394 | 26 de junho de 2016     | Flamengo   | 1–2            | Fluminense       | Campeonato Brasileiro                                                       | Arena das Dunas                | Natal                 |       |     | 125   |
| 395 | 13 de outubro de 2016   | Fluminense | 1–2            | Flamengo         | Campeonato Brasileiro                                                       | Raulino de Oliveira            | Volta Redonda         | 144   |     |       |
| 396 | 5 de março de 2017      | Fluminense | 3–3 (4–2 pen)  | Flamengo         | Campeonato Carioca                                                          | Engenhão                       | Rio de Janeiro        |       | 127 |       |
| 397 | 2 de abril de 2017      | Fluminense | 1–1            | Flamengo         | Campeonato Carioca                                                          | Kléber Andrade                 | Cariacica             |       | 128 |       |
| 398 | 30 de abril de 2017     | Fluminense | 0–1            | Flamengo         | Campeonato Carioca                                                          | Maracanã                       | Rio de Janeiro        | 145   |     |       |
| 399 | 7 de maio de 2017       | Flamengo   | 2–1            | Fluminense       | Campeonato Carioca                                                          | Maracanã                       | Rio de Janeiro        | 146   |     |       |
| 400 | 18 de junho de 2017     | Fluminense | 2–2            | Flamengo         | Campeonato Brasileiro                                                       | Maracanã                       | Rio de Janeiro        |       | 129 |       |
| 401 | 12 de outubro de 2017   | Flamengo   | 1–1            | Fluminense       | Campeonato Brasileiro                                                       | Maracanã                       | Rio de Janeiro        |       | 130 |       |
| 402 | 25 de outubro de 2017   | Fluminense | 0–1            | Flamengo         | Copa Sul-Americana                                                          | Maracanã                       | Rio de Janeiro        | 147   |     |       |
| 403 | 1 de novembro de 2017   | Flamengo   | 3–3            | Fluminense       | Copa Sul-Americana                                                          | Maracanã                       | Rio de Janeiro        |       | 131 |       |
| 404 | 24 de fevereiro de 2018 | Fluminense | 4–0            | Flamengo         | Campeonato Carioca                                                          | Arena Pantanal                 | Cuiabá                |       |     | 126   |
| 405 | 22 de março de 2018     | Fluminense | 1–1            | Flamengo         | Campeonato Carioca                                                          | Engenhão                       | Rio de Janeiro        |       | 132 |       |
| 406 | 7 de junho de 2018      | Fluminense | 0–2            | Flamengo         | Campeonato Brasileiro                                                       | Mané Garrincha                 | Brasília              | 148   |     |       |
| 407 | 13 de outubro de 2018   | Flamengo   | 3–0            | Fluminense       | Campeonato Brasileiro                                                       | Maracanã                       | Rio de Janeiro        | 149   |     |       |
| 408 | 14 de fevereiro de 2019 | Flamengo   | 0–1            | Fluminense       | Campeonato Carioca                                                          | Maracanã                       | Rio de Janeiro        |       |     | 127   |
| 409 | 24 de março de 2019     | Flamengo   | 3–2            | Fluminense       | Campeonato Carioca                                                          | Maracanã                       | Rio de Janeiro        | 150   |     |       |
| 410 | 27 de março de 2019     | Fluminense | 1–2            | Flamengo         | Campeonato Carioca                                                          | Maracanã                       | Rio de Janeiro        | 151   |     |       |
| 411 | 6 de abril de 2019      | Flamengo   | 1–1            | Fluminense       | Campeonato Carioca                                                          | Maracanã                       | Rio de Janeiro        |       | 133 |       |
| 412 | 9 de junho de 2019      | Fluminense | 0–0            | Flamengo         | Campeonato Brasileiro                                                       | Maracanã                       | Rio de Janeiro        |       | 134 |       |
| 413 | 20 de outubro de 2019   | Flamengo   | 2–0            | Fluminense       | Campeonato Brasileiro                                                       | Maracanã                       | Rio de Janeiro        | 152   |     |       |
| 414 | 29 de janeiro de 2020   | Flamengo   | 0–1            | Fluminense       | Campeonato Carioca                                                          | Maracanã                       | Rio de Janeiro        |       |     | 128   |
| 415 | 12 de fevereiro de 2020 | Fluminense | 2–3            | Flamengo         | Campeonato Carioca                                                          | Maracanã                       | Rio de Janeiro        | 153   |     |       |
| 416 | 8 de julho de 2020      | Fluminense | 1–1 (3–2 pen)  | Flamengo         | Campeonato Carioca/Final da Taça Rio                                        | Maracanã                       | Rio de Janeiro        |       | 135 |       |
| 417 | 12 de julho de 2020     | Fluminense | 1–2            | Flamengo         | Campeonato Carioca                                                          | Maracanã                       | Rio de Janeiro        | 154   |     |       |
| 418 | 15 de julho de 2020     | Flamengo   | 1–0            | Fluminense       | Campeonato Carioca                                                          | Maracanã                       | Rio de Janeiro        | 155   |     |       |
| 419 | 9 de setembro de 2020   | Fluminense | 1–2            | Flamengo         | Campeonato Brasileiro                                                       | Maracanã                       | Rio de Janeiro        | 156   |     |       |
| 420 | 6 de janeiro de 2021    | Flamengo   | 1–2            | Fluminense       | Campeonato Brasileiro                                                       | Maracanã                       | Rio de Janeiro        |       |     | 129   |
| 421 | 14 de março de 2021     | Flamengo   | 0–1            | Fluminense       | Campeonato Carioca                                                          | Maracanã                       | Rio de Janeiro        |       |     | 130   |
| 422 | 15 de maio de 2021      | Fluminense | 1–1            | Flamengo         | Campeonato Carioca                                                          | Maracanã                       | Rio de Janeiro        |       | 136 |       |
| 423 | 22 de maio de 2021      | Flamengo   | 3–1            | Fluminense       | Campeonato Carioca                                                          | Maracanã                       | Rio de Janeiro        | 157   |     |       |
| 424 | 4 de julho de 2021      | Flamengo   | 0–1            | Fluminense       | Campeonato Brasileiro                                                       | Neo Química Arena              | São Paulo             |       |     | 131   |
| 425 | 23 de outubro de 2021   | Fluminense | 3–1            | Flamengo         | Campeonato Brasileiro                                                       | Maracanã                       | Rio de Janeiro        |       |     | 132   |
| 426 | 6 de fevereiro de 2022  | Flamengo   | 0–1            | Fluminense       | Campeonato Carioca                                                          | Engenhão                       | Rio de Janeiro        |       |     | 133   |
| 427 | 31 de março de 2022     | Flamengo   | 0–2            | Fluminense       | Campeonato Carioca                                                          | Maracanã                       | Rio de Janeiro        |       |     | 134   |
| 428 | 2 de abril de 2022      | Fluminense | 1–1            | Flamengo         | Campeonato Carioca                                                          | Maracanã                       | Rio de Janeiro        |       | 137 |       |
| 429 | 29 de maio de 2022      | Fluminense | 1–2            | Flamengo         | Campeonato Brasileiro                                                       | Maracanã                       | Rio de Janeiro        | 158   |     |       |
| 430 | 18 de setembro de 2022  | Flamengo   | 1–2            | Fluminense       | Campeonato Brasileiro                                                       | Maracanã                       | Rio de Janeiro        |       |     | 135   |
| 431 | 8 de março de 2023      | Flamengo   | 1–2            | Fluminense       | Campeonato Carioca                                                          | Maracanã                       | Rio de Janeiro        |       |     | 136   |
| 432 | 1 de abril de 2023      | Flamengo   | 2–0            | Fluminense       | Campeonato Carioca                                                          | Maracanã                       | Rio de Janeiro        | 159   |     |       |
| 433 | 9 de abril de 2023      | Fluminense | 4–1            | Flamengo         | Campeonato Carioca                                                          | Maracanã                       | Rio de Janeiro        |       |     | 137   |
| 434 | 16 de maio de 2023      | Fluminense | 0–0            | Flamengo         | Copa do Brasil                                                              | Maracanã                       | Rio de Janeiro        |       | 138 |       |
| 435 | 1 de junho de 2023      | Flamengo   | 2–0            | Fluminense       | Copa do Brasil                                                              | Maracanã                       | Rio de Janeiro        | 160   |     |       |
| 436 | 16 de julho de 2023     | Fluminense | 0–0            | Flamengo         | Campeonato Brasileiro                                                       | Maracanã                       | Rio de Janeiro        |       | 139 |       |
| 437 | 11 de novembro de 2023  | Flamengo   | 1–1            | Fluminense       | Campeonato Brasileiro                                                       | Maracanã                       | Rio de Janeiro        |       | 140 |       |
| 438 | 25 de fevereiro de 2024 | Flamengo   | 2–0            | Fluminense       | Campeonato Carioca                                                          | Maracanã                       | Rio de Janeiro        | 161   |     |       |
| 439 | 9 de março de 2024      | Fluminense | 0–2            | Flamengo         | Campeonato Carioca                                                          | Maracanã                       | Rio de Janeiro        | 162   |     |       |
| 440 | 16 de março de 2024     | Flamengo   | 0–0            | Fluminense       | Campeonato Carioca                                                          | Maracanã                       | Rio de Janeiro        |       | 141 |       |
| 441 | 23 de junho de 2024     | Fluminense | 0–1            | Flamengo         | Campeonato Brasileiro                                                       | Maracanã                       | Rio de Janeiro        | 163   |     |       |
| 442 | 17 de outubro de 2024   | Flamengo   | 0–2            | Fluminense       | Campeonato Brasileiro                                                       | Maracanã                       | Rio de Janeiro        |       |     | 138   |
| 443 | 8 de fevereiro de 2025  | Fluminense | 0–0            | Flamengo         | Campeonato Carioca                                                          | Maracanã                       | Rio de Janeiro        |       | 142 |       |
| 444 | 12 de março de 2025     | Fluminense | 1–2            | Flamengo         | Campeonato Carioca                                                          | Maracanã                       | Rio de Janeiro        | 164   |     |       |
| 445 | 16 de março de 2025     | Flamengo   | 0–0            | Fluminense       | Campeonato Carioca                                                          | Maracanã                       | Rio de Janeiro        |       | 143 |       |
| 446 | 20 de julho de 2025     | Flamengo   | 1–0            | Fluminense       | Campeonato Brasileiro                                                       | Maracanã                       | Rio de Janeiro        | 165   |     |       |

## Maiores goleadas
São listadas as goleadas com diferenças de quatro gols ou mais.
| Equipe vencedora | Placar | Data            | Ano  |
| ---------------- | ------ | --------------- | ---- |
| Flamengo         | 4–0    | 27 de outubro   | 1912 |
| Flamengo         | 5–0    | 9 de maio       | 1915 |
| Fluminense       | 4–0    | 21 de dezembro  | 1919 |
| Flamengo         | 4–0    | 3 de julho      | 1932 |
| Fluminense       | 5–1    | 24 de março     | 1943 |
| Flamengo         | 6–1    | 22 de outubro   | 1944 |
| Fluminense       | 4–0    | 11 de abril     | 1945 |
| Flamengo         | 7–0    | 10 de junho     | 1945 |
| Flamengo         | 5–0    | 8 de janeiro    | 1949 |
| Flamengo         | 6–1    | 18 de dezembro  | 1955 |
| Flamengo         | 4–0    | 5 de novembro   | 1978 |
| Flamengo         | 4–0    | 9 de abril      | 1989 |
| Flamengo         | 5–0    | 2 de dezembro   | 1989 |
| Fluminense       | 4–0    | 15 de março     | 2003 |
| Fluminense       | 4–0    | 24 de fevereiro | 2018 |

## Títulos
Sobre os títulos dos 4 grandes do futebol carioca, ver Os quatro grandes do Rio de Janeiro.
Tricampeonatos no Campeonato Carioca de Futebol
Flamengo tricampeão em 6 ocasiões: 1942/1943/1944, 1953/1954/1955, 1978/1979/1979 (especial), 1999/2000/2001, 2007/2008/2009 e 2019/2020/2021.
Fluminense tricampeão em 4 ocasiões: 1906/1907/1908, 1917/1918/1919, 1936/1937/1938 e 1983/1984/1985.
Tetracampeonatos no Campeonato Carioca de Futebol
Fluminense tetracampeão em uma ocasião: 1906/1907/1908/1909.
Flamengo não foi tetracampeão em nenhuma ocasião.

## Decisões e taças
Em decisões estaduais
17 Campeonatos, sendo 8 jogos decisivos e 9 finais diretas.
Flamengo campeão em sete ocasiões: 1963, 1972, 1991, 2017, 2020, 2021 e 2025. Finais diretas: 5 (exceto 1963 e 1972).
Fluminense campeão em dez ocasiões: 1919, 1936, 1941, 1969, 1973, 1983, 1984, 1995, 2022 e 2023. Finais diretas: 4 (1936, 1973, 2022 e 2023).
Em decisões de Taça Guanabara
11 Campeonatos (como competições independentes do Campeonato Carioca apenas em 1966, 1970 e 1971)
Flamengo campeão em seis ocasiões: 1970, 1972, 1978, 1984, 2001 e 2004.
Fluminense campeão em cinco ocasiões: 1966, 1971, 1991, 2017, 2023.
Em decisões de Taça Rio
3 Campeonatos
Flamengo campeão em uma ocasião: 1986.
Fluminense campeão em duas ocasiões: 2005 e 2020.
Em decisões de turnos com outros nomes
1 Campeonato
Flamengo não foi campeão em nenhuma ocasião.
Fluminense campeão em uma ocasião: 1972 (Taça Fadel Fadel).
Em decisões do Torneio Início do Campeonato Carioca
3 Campeonatos
Flamengo não foi campeão em nenhuma ocasião.
Fluminense campeão em três ocasiões: 1924, 1954 e 1965.
Em decisões do Torneio Aberto de futebol do Rio de Janeiro
1 Campeonato
Flamengo campeão em uma ocasião: 1936.
Fluminense não foi campeão em nenhuma ocasião.
Somando as decisões
36 Campeonatos
Flamengo campeão em 15 ocasiões.
Fluminense campeão em 21 ocasiões.
Em decisões de outros Troféus
10 Taças a favor do Flamengo:
Taça Brasília: 1957
Troféu Sesquicentenário da Independência do Brasil: 1972
Taça João Havelange: 1975
Taça Nelson Rodrigues: 1976
Troféu Alencar Pires Barroso: 1979
Troféu Clássico das Multidões: 1989
Troféu Seis Anos da Rede Manchete de Televisão: 1989
Troféu São Sebastião do Rio de Janeiro em duas ocasiões: 1999 e 2000
Troféu 100 Anos da Mangueira: 2008
22 Taças a favor do Fluminense:
Taça Federação de Remo: 1916
Taça CBD: 1916
Taça Brazilo Liga Esperantista: 1918
Taça Colombo: 1919
Taça Arnaldo Guinle: 1935
Taça Fla-Flu: 1935
Taça Julio de Lamare: 1936
Taça Imprensa: 1936
Taça Julio de Moraes: 1936
Taça Gardano: 1938 (disputada em 10 jogos, entre 1936 e 1938)
Taça Marcos de Mendonça: 1938
Taça Prefeito Acrisio Moreira da Rocha: 1949
Taça Madalena Copello: 1951
Taça Independência: 1966
Taça Fadel Fadel: 1969
Taça O Globo: 1973
Taça Presidente Médici: 1974
Taça Prefeito Mello Reis: 1977
Troféu Ayrton Senna: 1994
Troféu Uberaba Refrescos: 1995
Troféu Clovis Filho: Sem registro de data
Taça Gilberto Cardoso: Sem registro de data

### Taça Gardano

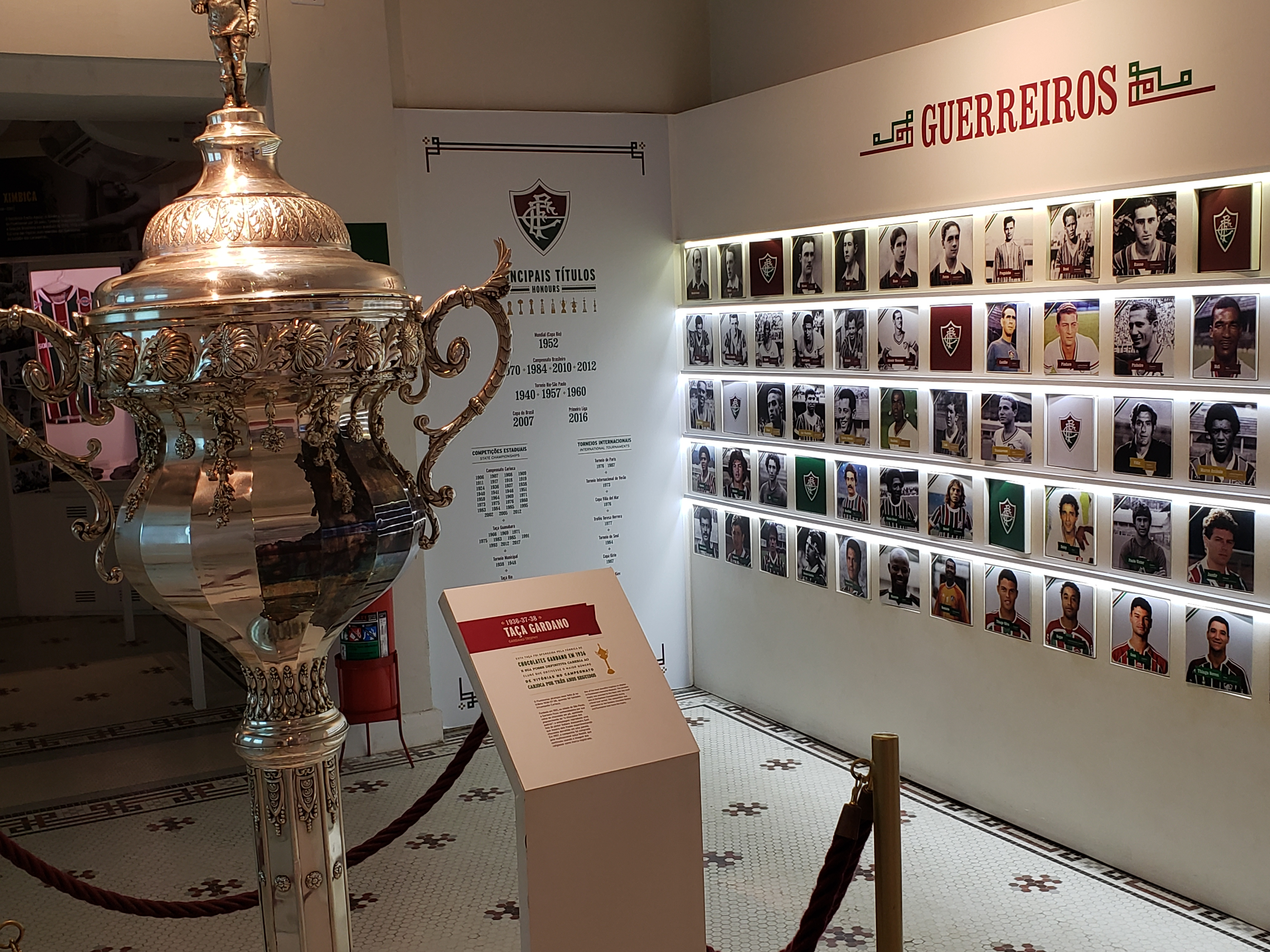
Taça Gardano

Taça disputada em dez jogos do Campeonato Carioca pela dupla Fla-Flu, entre 11 de outubro de 1936 e 20 de novembro de 1938, oferecida pela fabricante de chocolates Gardano, constituída de bronze, com 2,10 m de altura e cerca de 120 kg.
Em partidas válidas pela disputa, foram 4 vitórias do Fluminense, 2 do Flamengo e 4 empates.
Os dois clubes ganhariam todos os títulos cariocas entre 1936 (em 1936 havia duas ligas) e 1944.

### Troféu Fla x Flu: Clássico dos Clássicos
Em 2013, a Adidas, fornecedora de material esportivo alemã de ambos os clubes, criou o Troféu Fla x Flu: Clássico dos Clássicos, também chamado de Troféu Adidas; essa foi a primeira iniciativa elaborada pela empresa alemã para ser realizada em conjunto com Flamengo e Fluminense. A taça foi feita de partes em metal e acrílico, possui 50 cm de altura e pesa 8 kg. A cada novo Fla-Flu uma nova inscrição era registrada nas laterais com as datas e placares das partidas, sendo a taça de posse transitória e ficando sob a guarda do último vencedor do clássico.
Em 30 de dezembro de 2015, o Fluminense rompeu com a Adidas, que era sua fornecedora desde 1996, ao anunciar oficialmente a marca esportiva canadense Dryworld como a sua nova fornecedora de uniformes. Como o Flamengo venceu o último clássico antes do rompimento, provavelmente ficará com a taça em seu poder.

## Cinemateca
DVD: Football Rivalries, Ajax v Feyenoord and Flamengo v Fluminense, por Pitch International LLP (2010).
Filme: Centenário do Fla-Flu: O Documentário, por Pedro Von Krüger e Renato Terra, Sentimental Filmes (2012).
DVD: Fla x Flu — 40 Minutos Antes do Nada, por Renato Terra (2013).
DVD: Fla-Flu em três actos, por Henrique Castelo Branco e Paulo-Roberto Andel, curta (2014).